# Biserica de lemn din Mădrigești

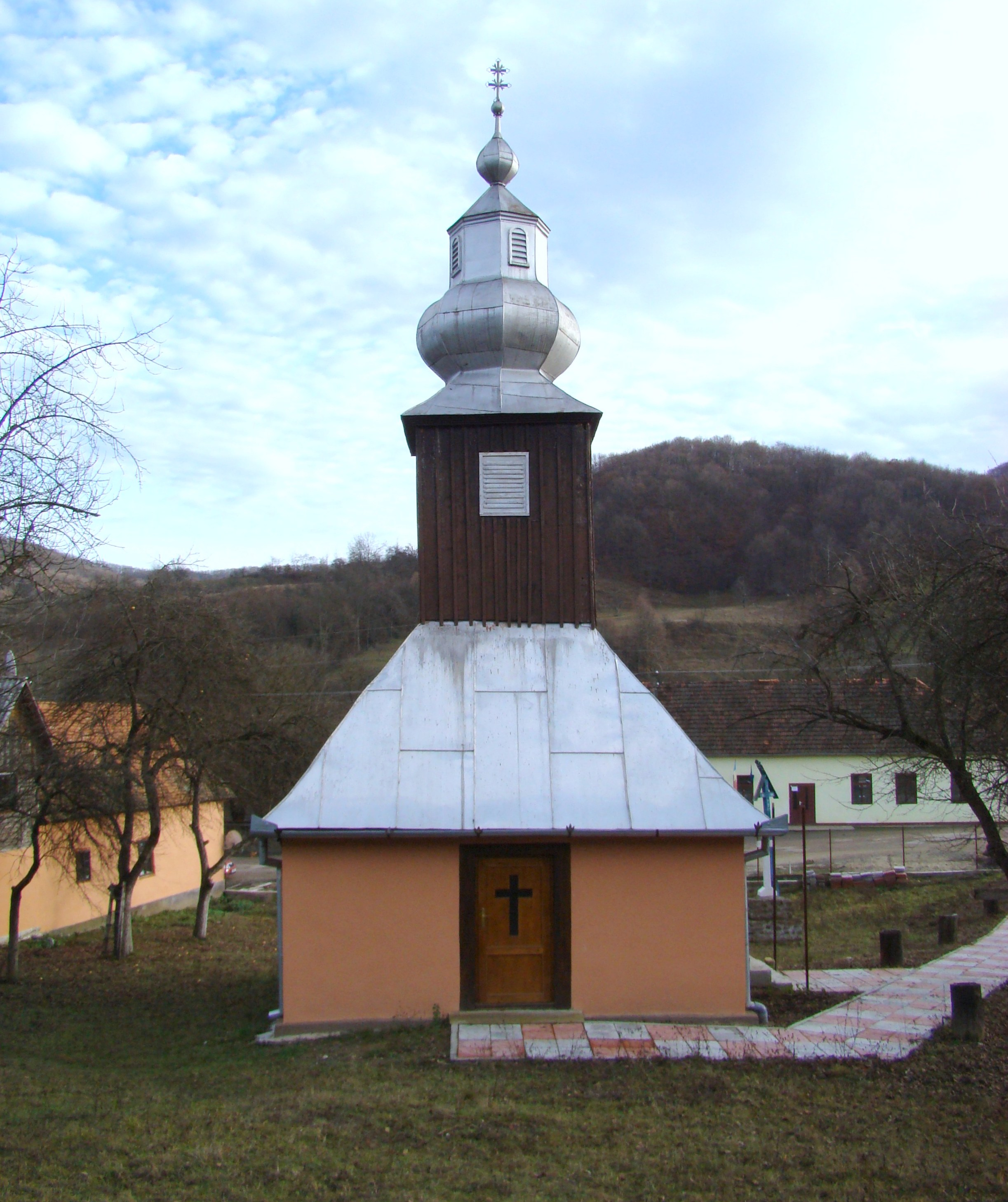
Biserica de lemn „Sfântul Mare Mucenic Gheorghe” din Mădrigești, comuna Brazii, județul Arad, foto: noiembrie 2009.

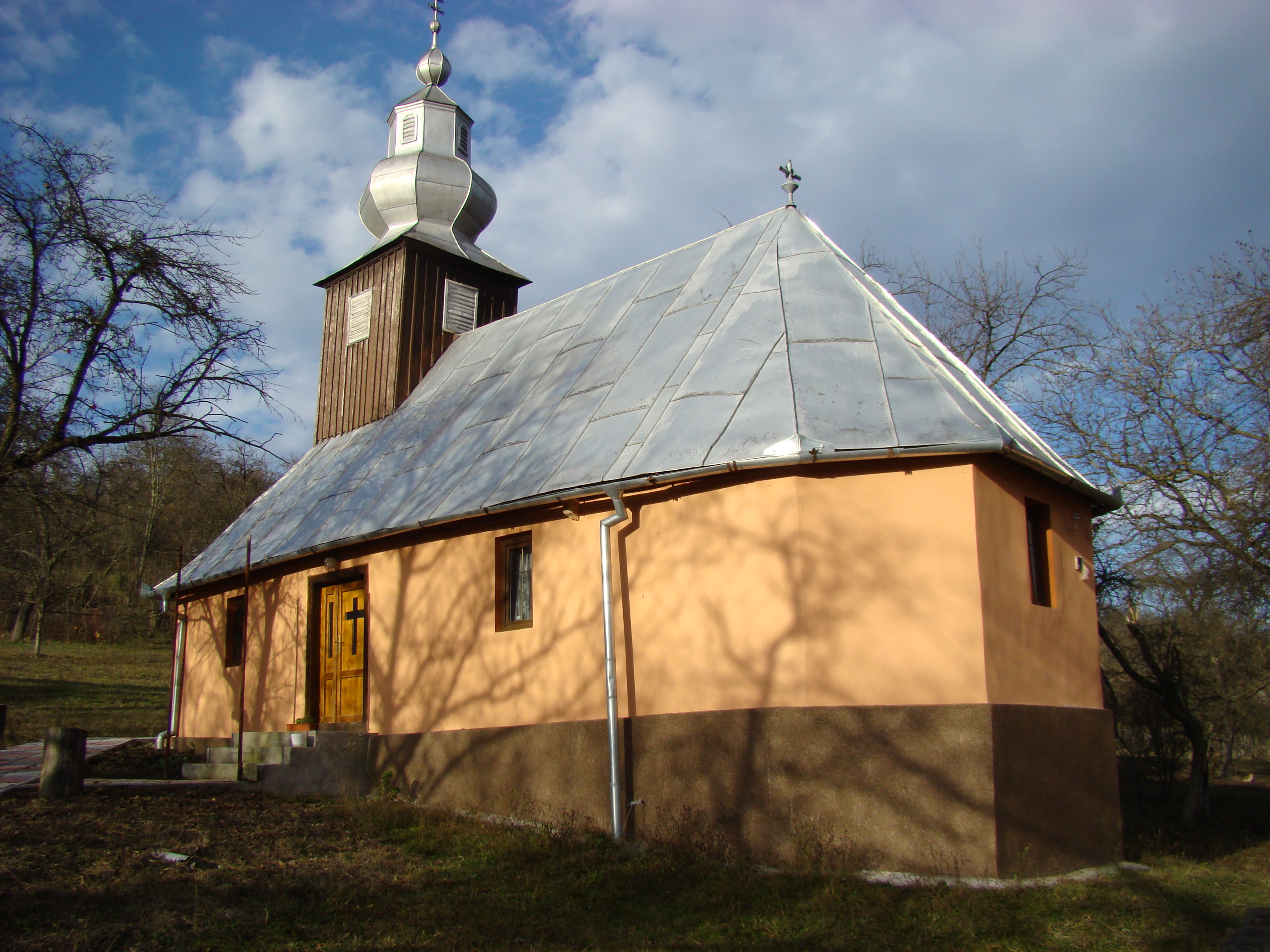
Biserica (sud-est)

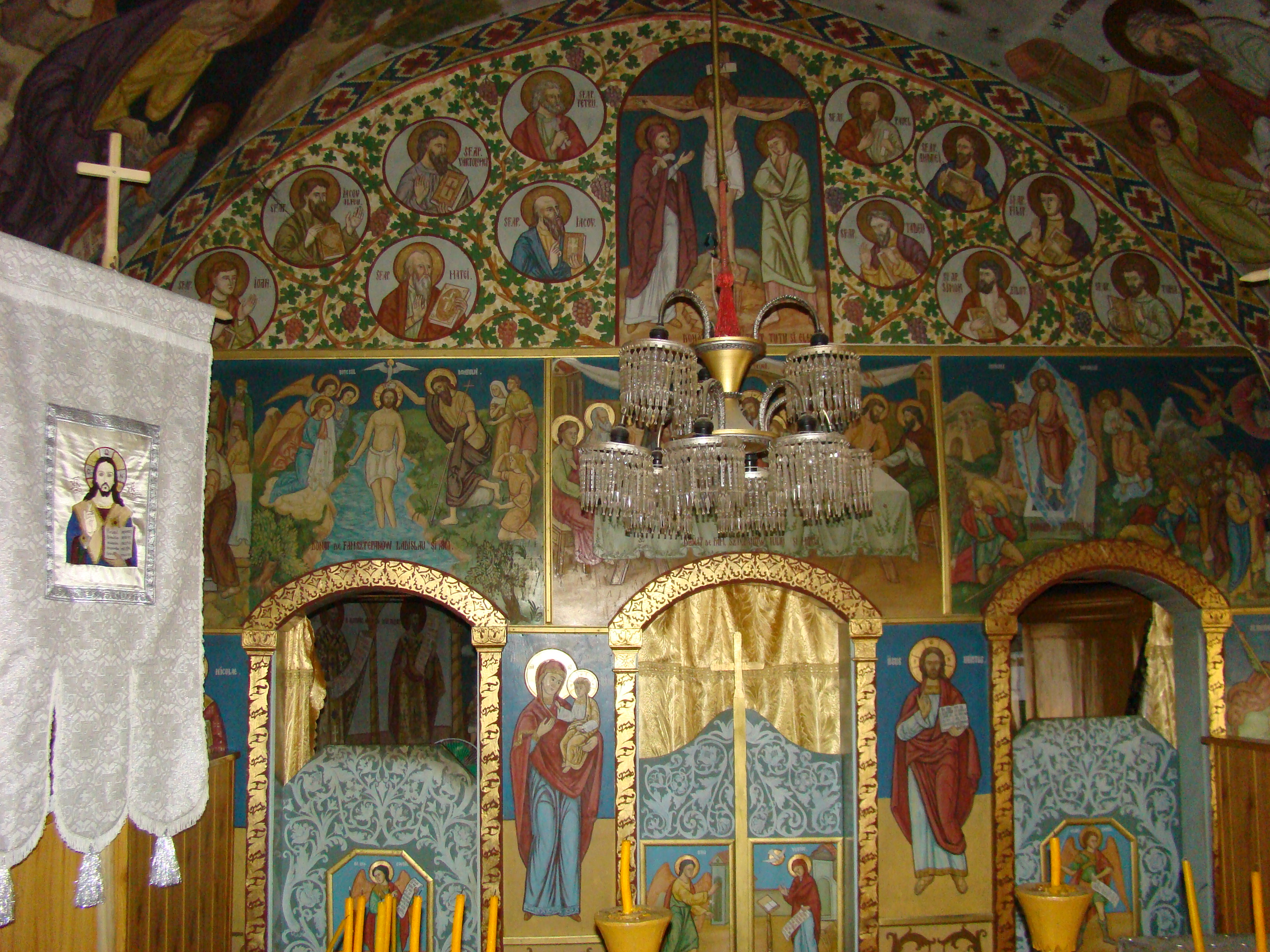
Iconostasul

Biserica de lemn din Mădrigești, comuna Brazii, județul Arad, datează din anul 1804. Are hramul „Sfântul Mare Mucenic Gheorghe”. Biserica se află pe noua listă a monumentelor istorice sub codul LMI  AR-II-m-B-00627.

## Istoric și trăsături
Satul Mădrigești se află la poalele Munților Zarandului și este menționat documentar pentru prima dată la 1441. Biserica are un plan foarte simplu: nava dreptunghiulară, la care se adaugă absida nedecroșată. Turnul cu bulb, de factură barocă, este, în felul său, singular la bisericile de lemn de pe Valea Crișului Alb. Din pisania aflată în biserică se poate afla că: „Această sfântă și dumnezeiască biserică datând din 1700 s-a strămutat din cimitir și s-a reconstruit pe vatra actuală în anul 1842. S-a reparat și pictat din nou în anii 1975-76 prin contribuția benevolă a credincioșilor și cu ajutorul sfintei episcopii...Patru icoane împărătești, pictate de zugravul Iosif în 1777, provenind de la Mădrigești, se găsesc astăzi în colecția mănăstirii „Sf. Simion Stâlpnicul” din Arad-Gai. În ciuda faptului că tencuielile exterioare și interioare, lărgirea ferestrelor și adăugarea unei uși noi i-au știrbit mult din originalitate, biserica se află în bună stare, asta și datorită strădaniilor, inclusiv materiale, ale preotului paroh Dan Turean.
Preoții slujitori în parohia Mădrigești și cele 2 filii (Buceava și Șoimuș) sunt:
- Preotul Neamțu
- Preot Marcu Valerian
- Preot Lupei Irineu
- Preot Costea Ioan
- Preot Ursu Nicolae
- Preot Petcuț Tutu
- Preot Drăgan Petru
- Preot Petruț Simion
- Preot Albulescu Daniel
- Preot Turean Dan
- Preot Ștefănuț Lucian
- Preot Zbîrcea Teodor-Gheorghe

## Imagini din interior

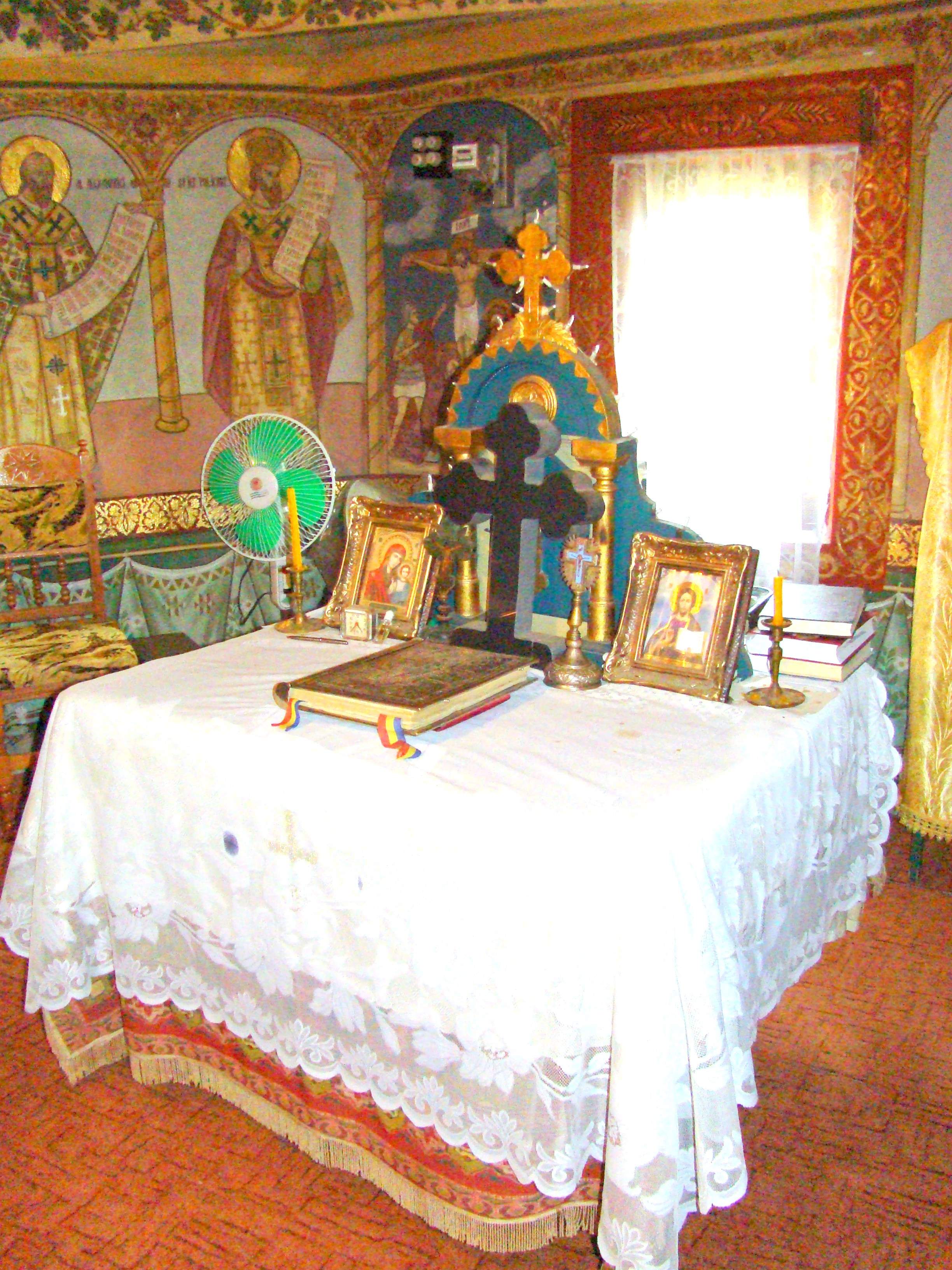
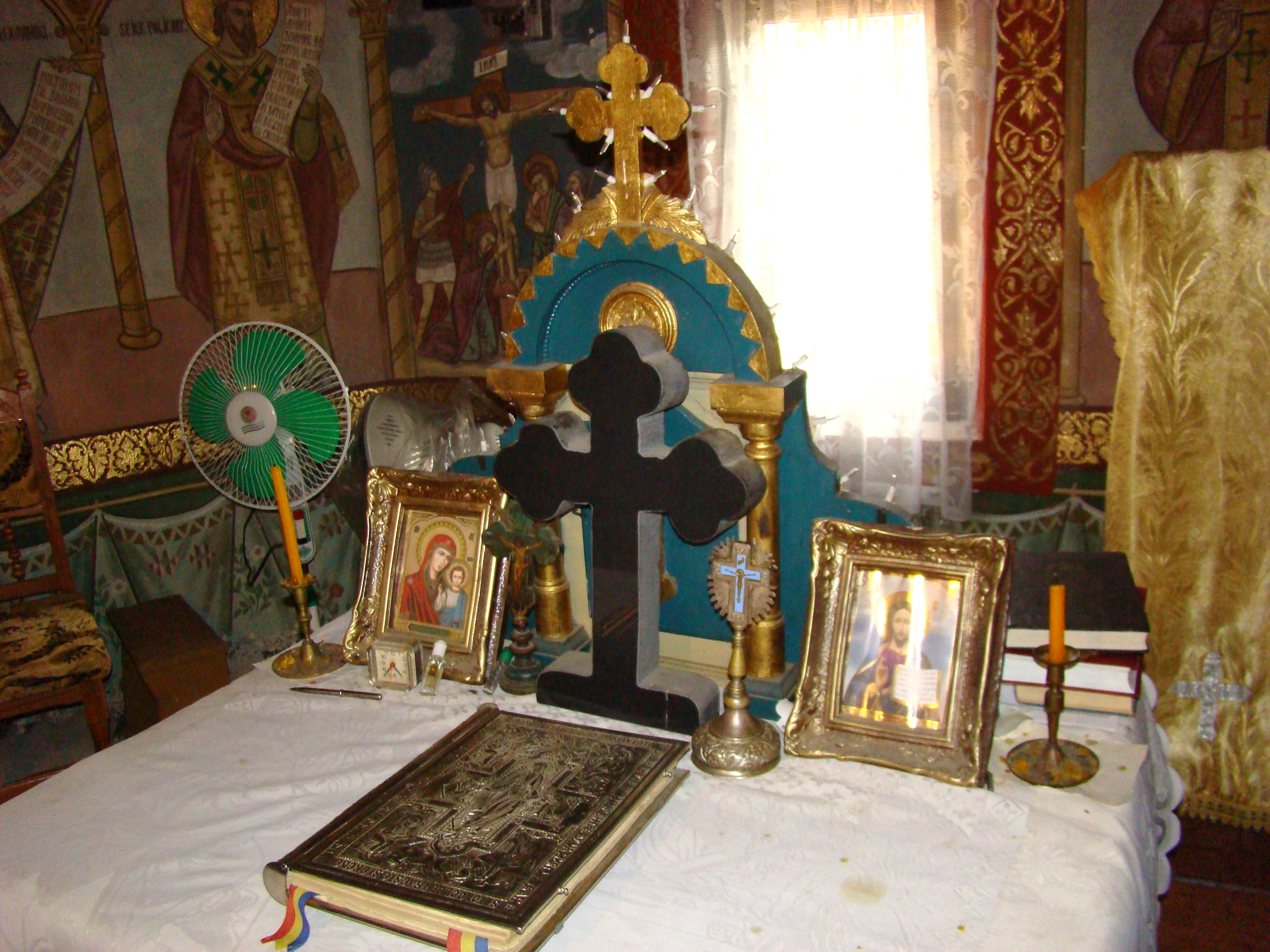
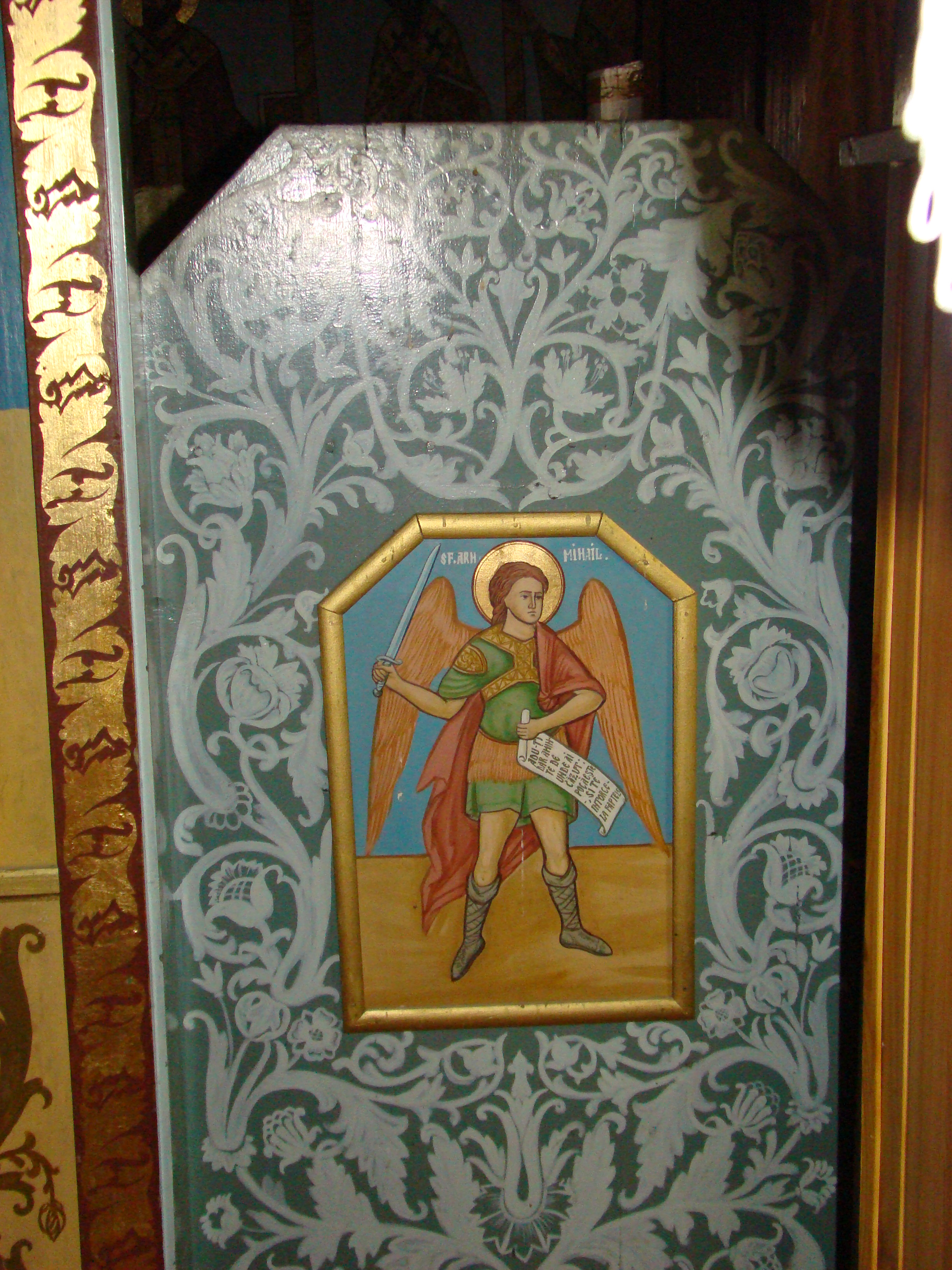
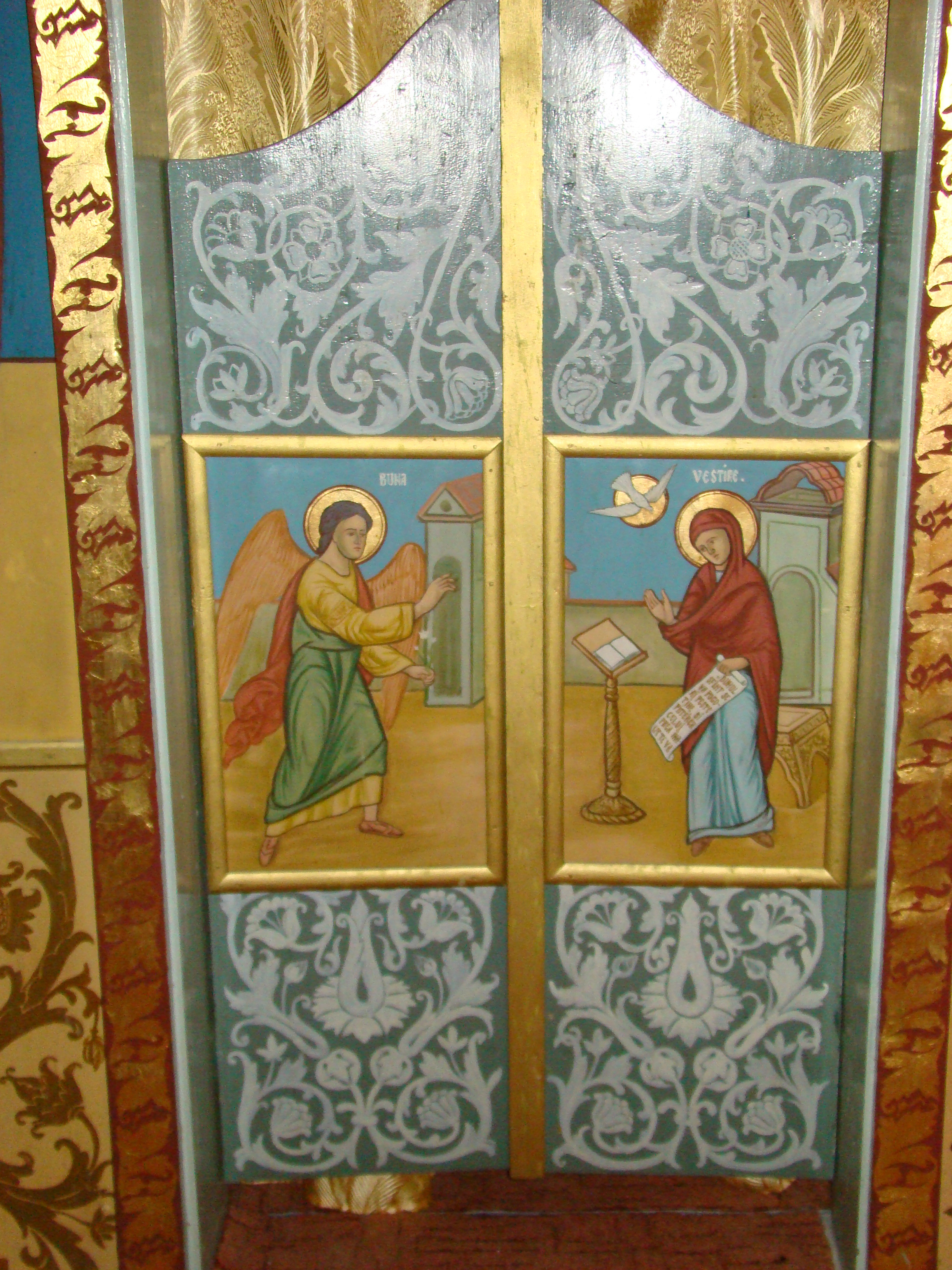
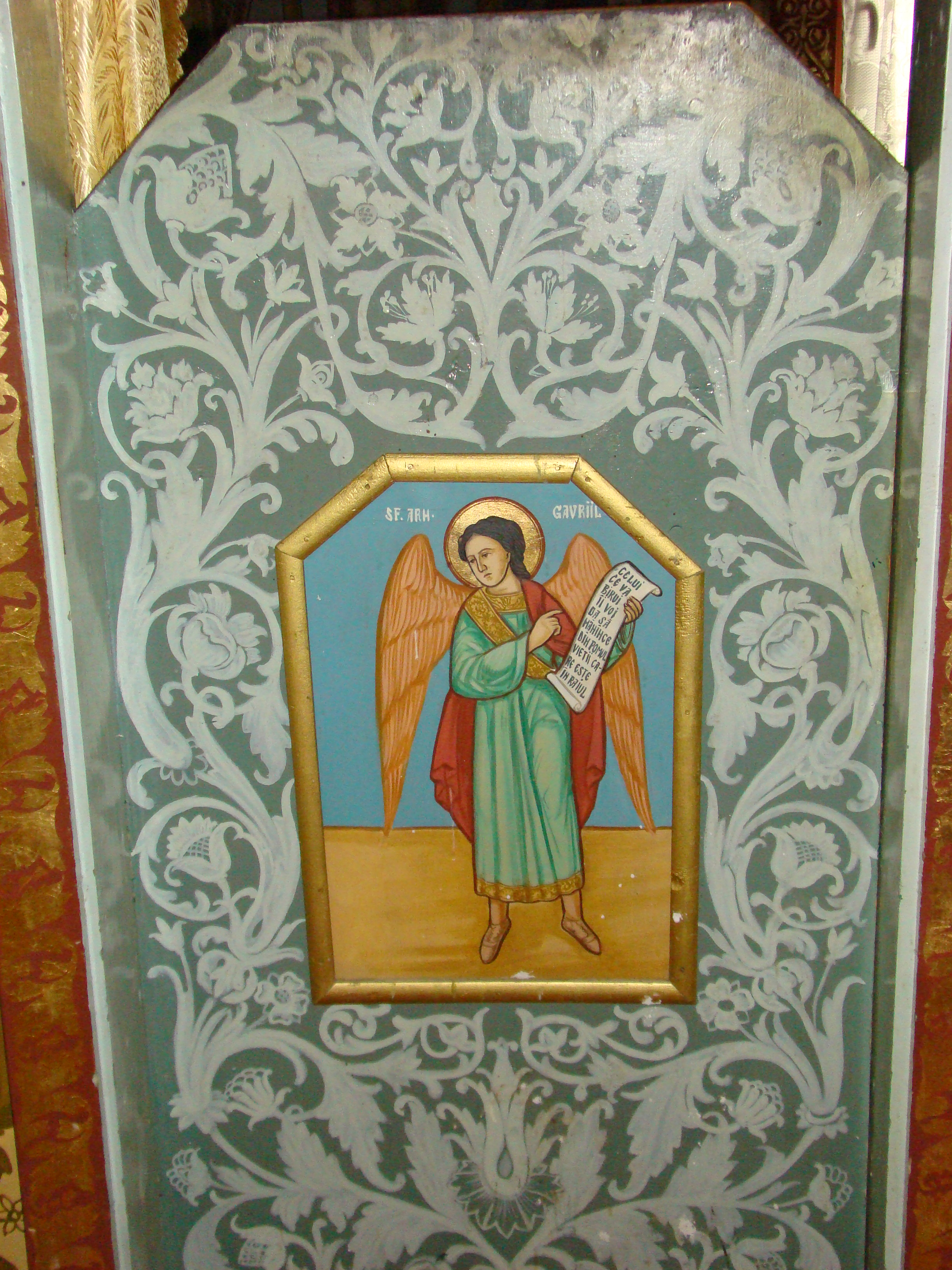
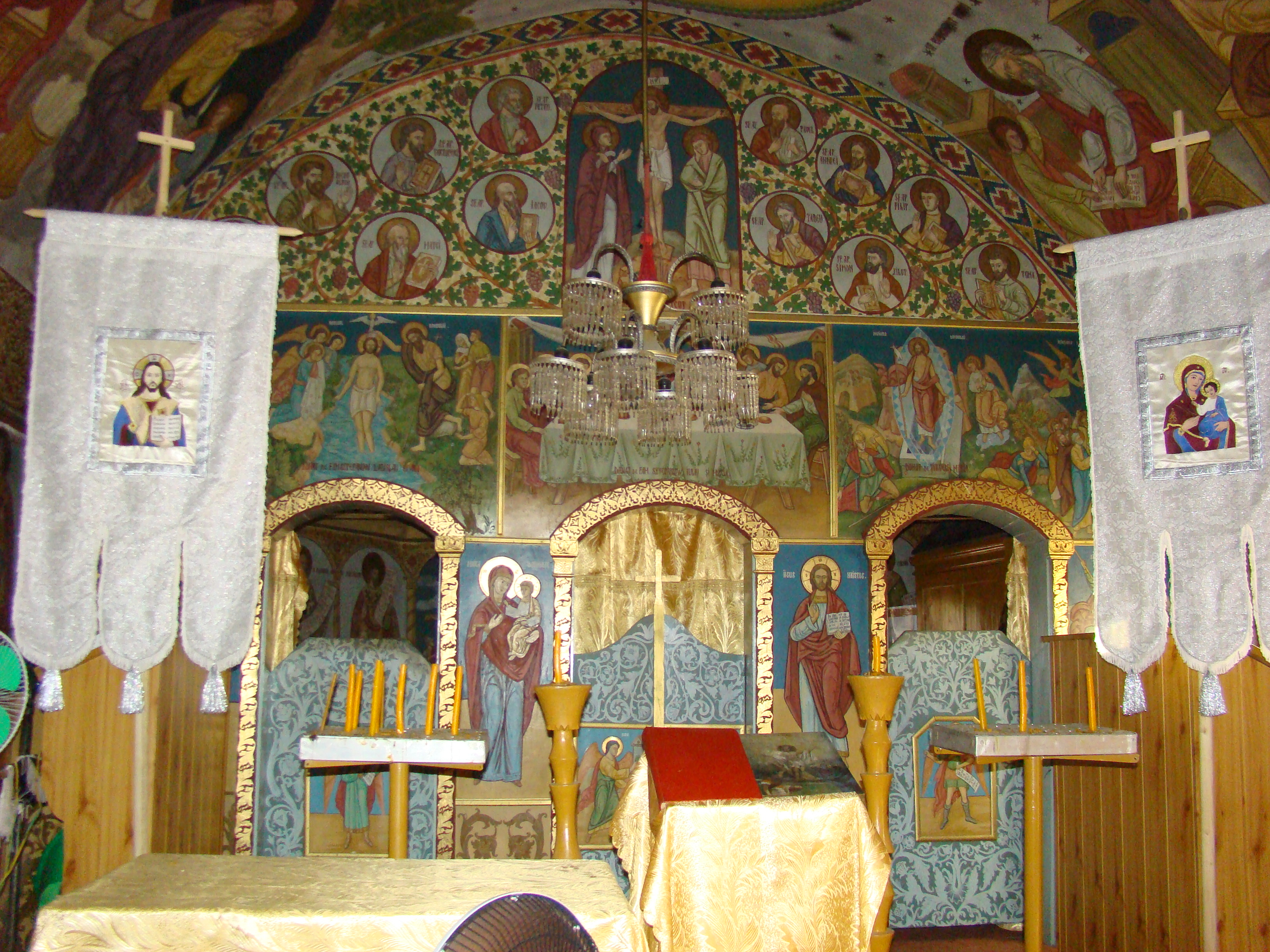
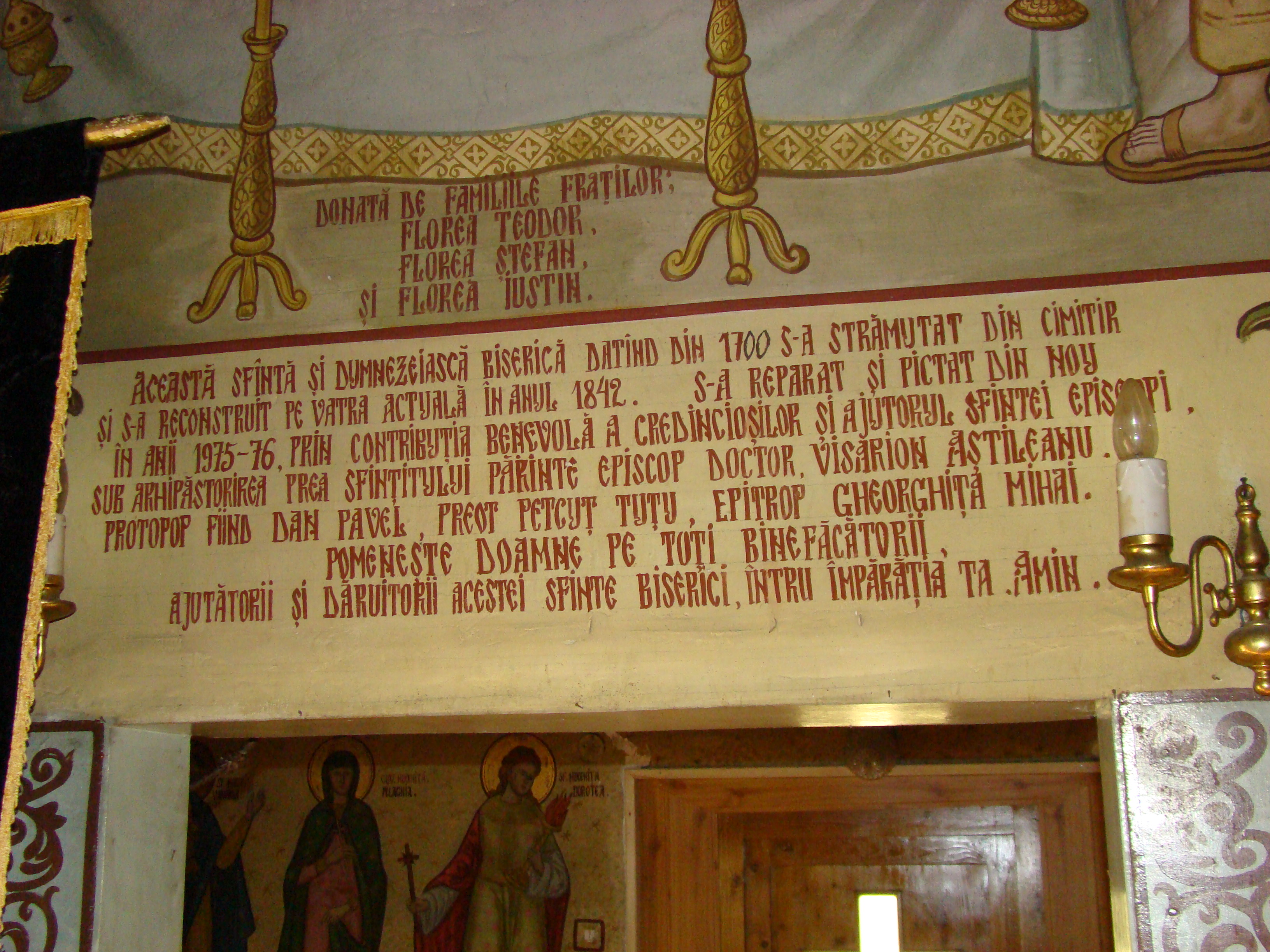
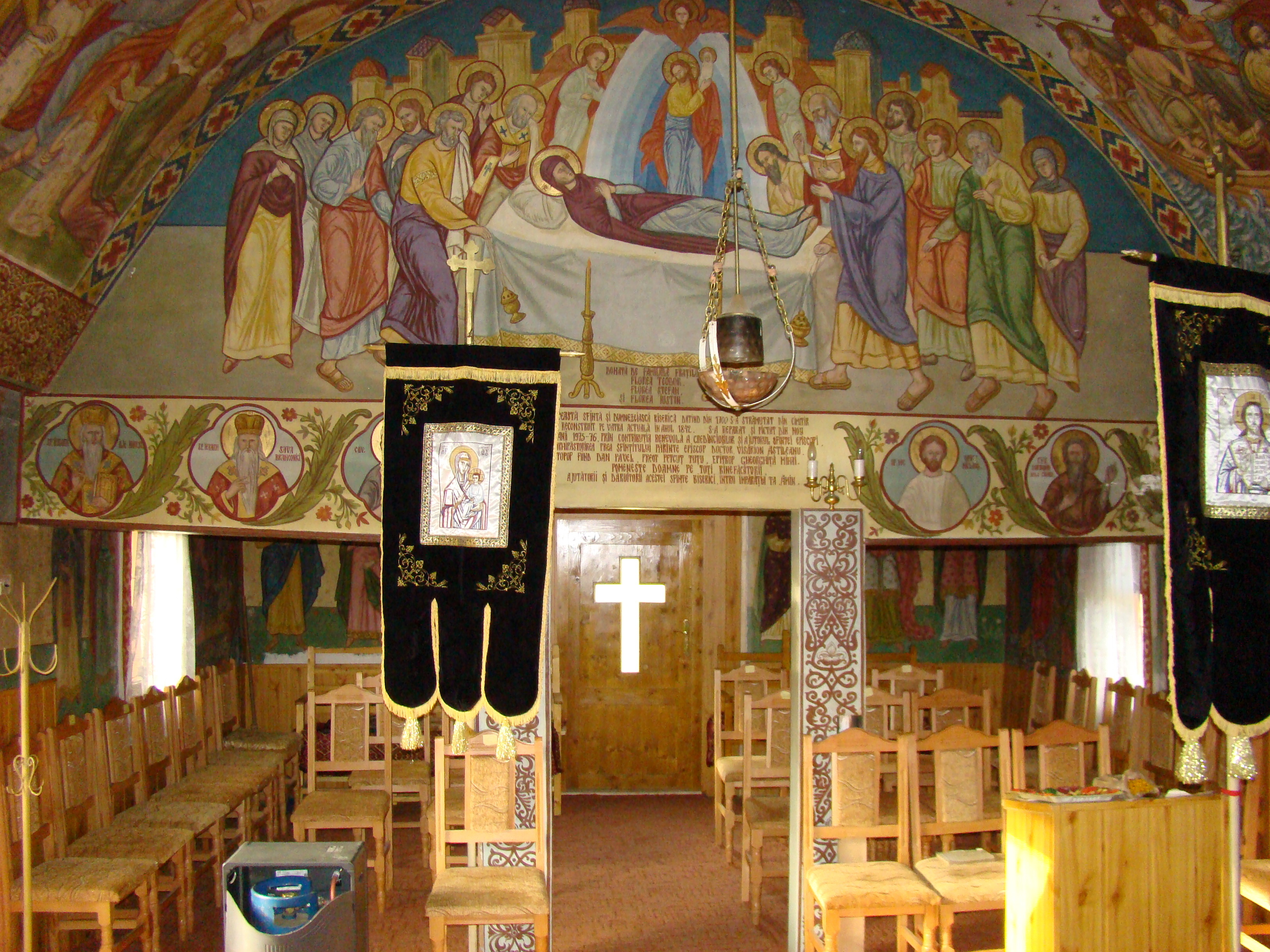
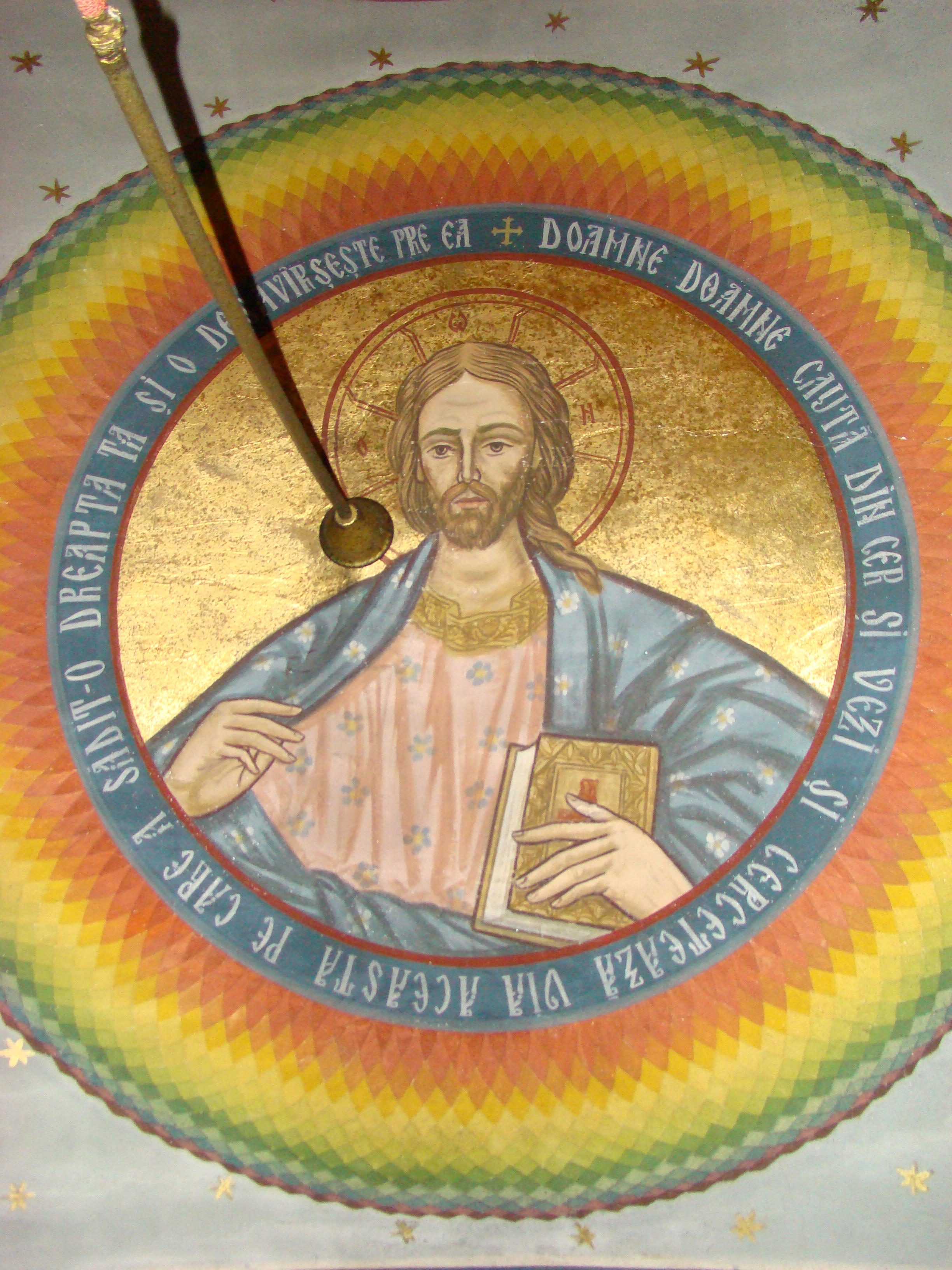
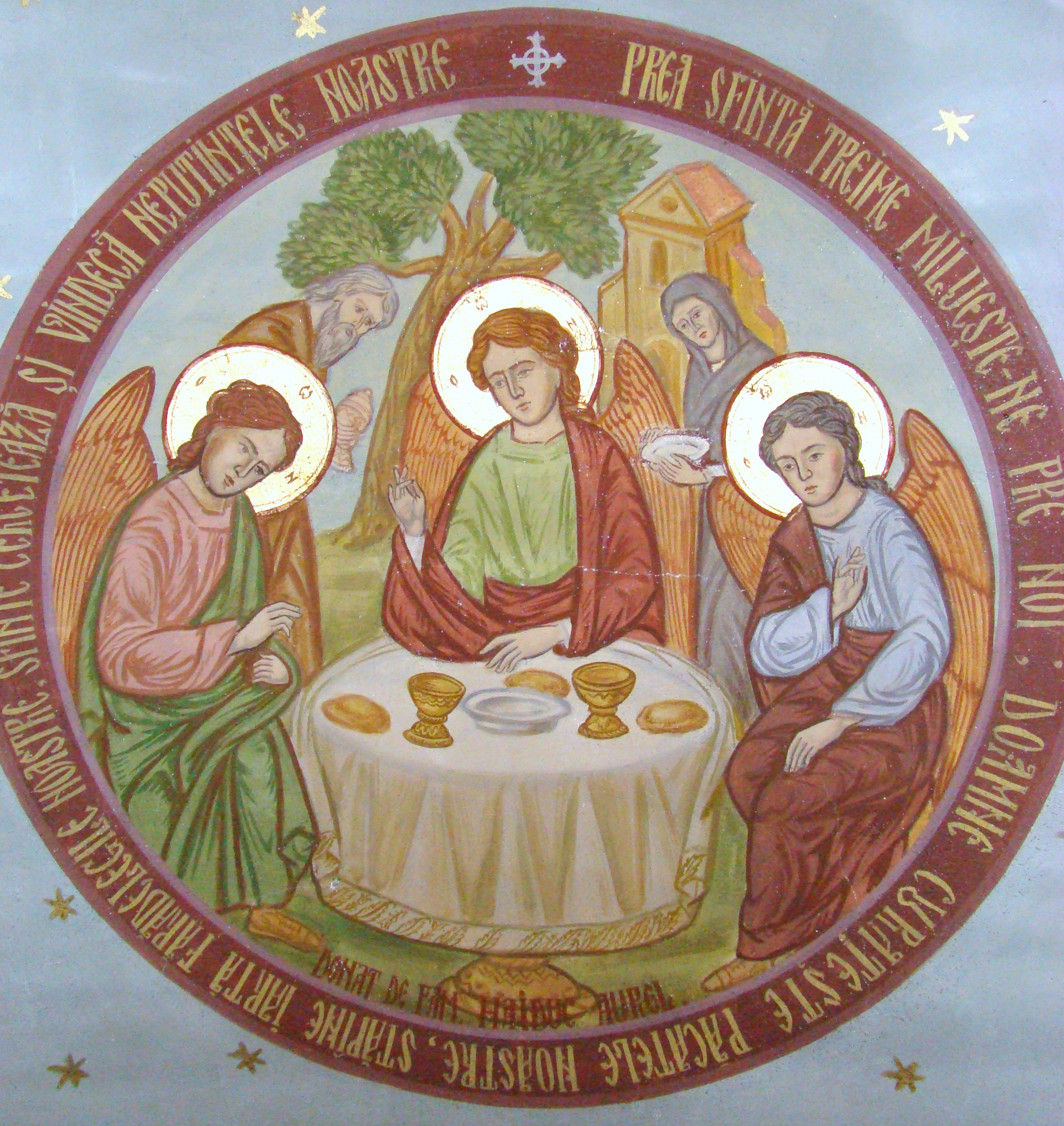
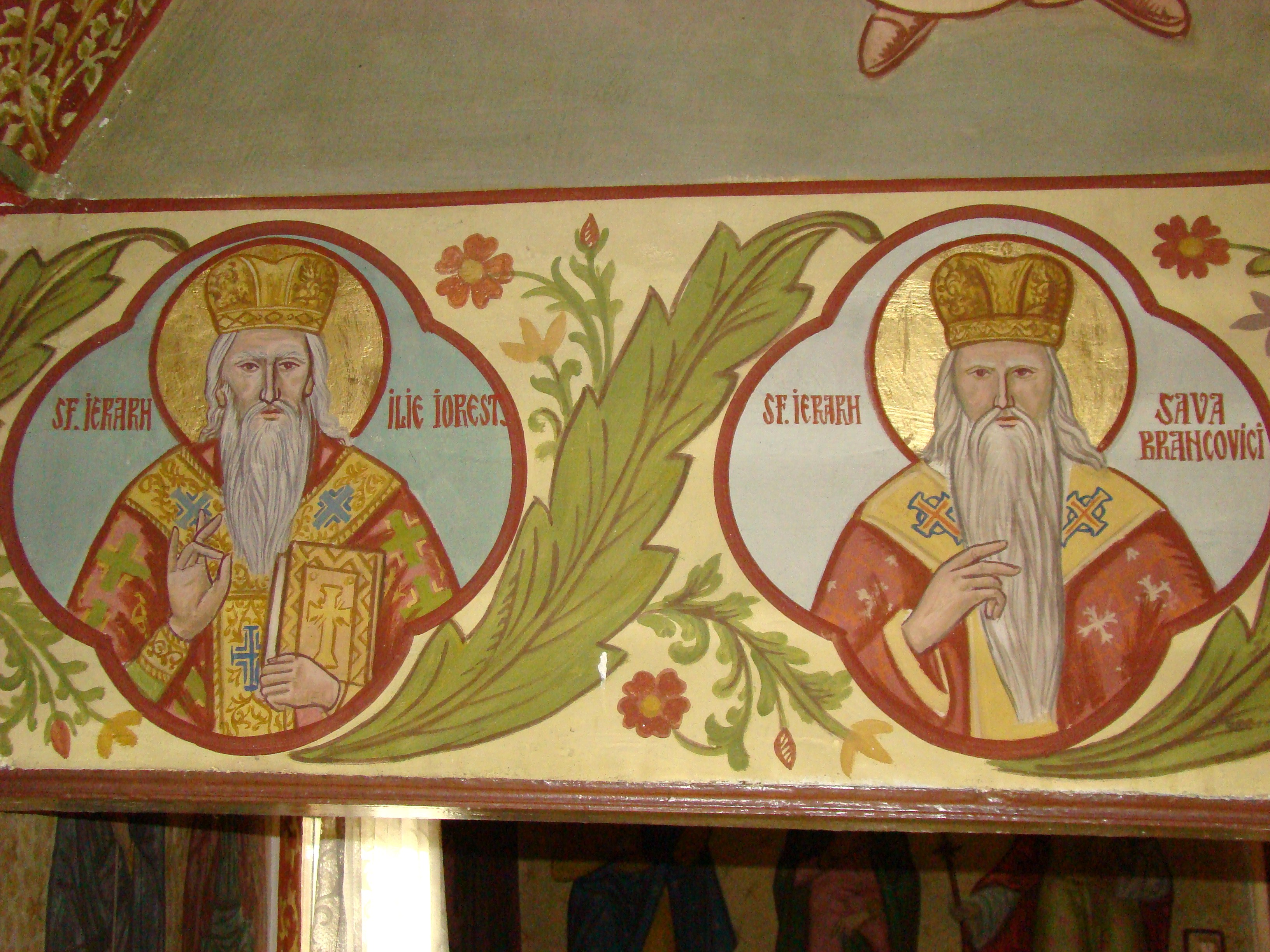
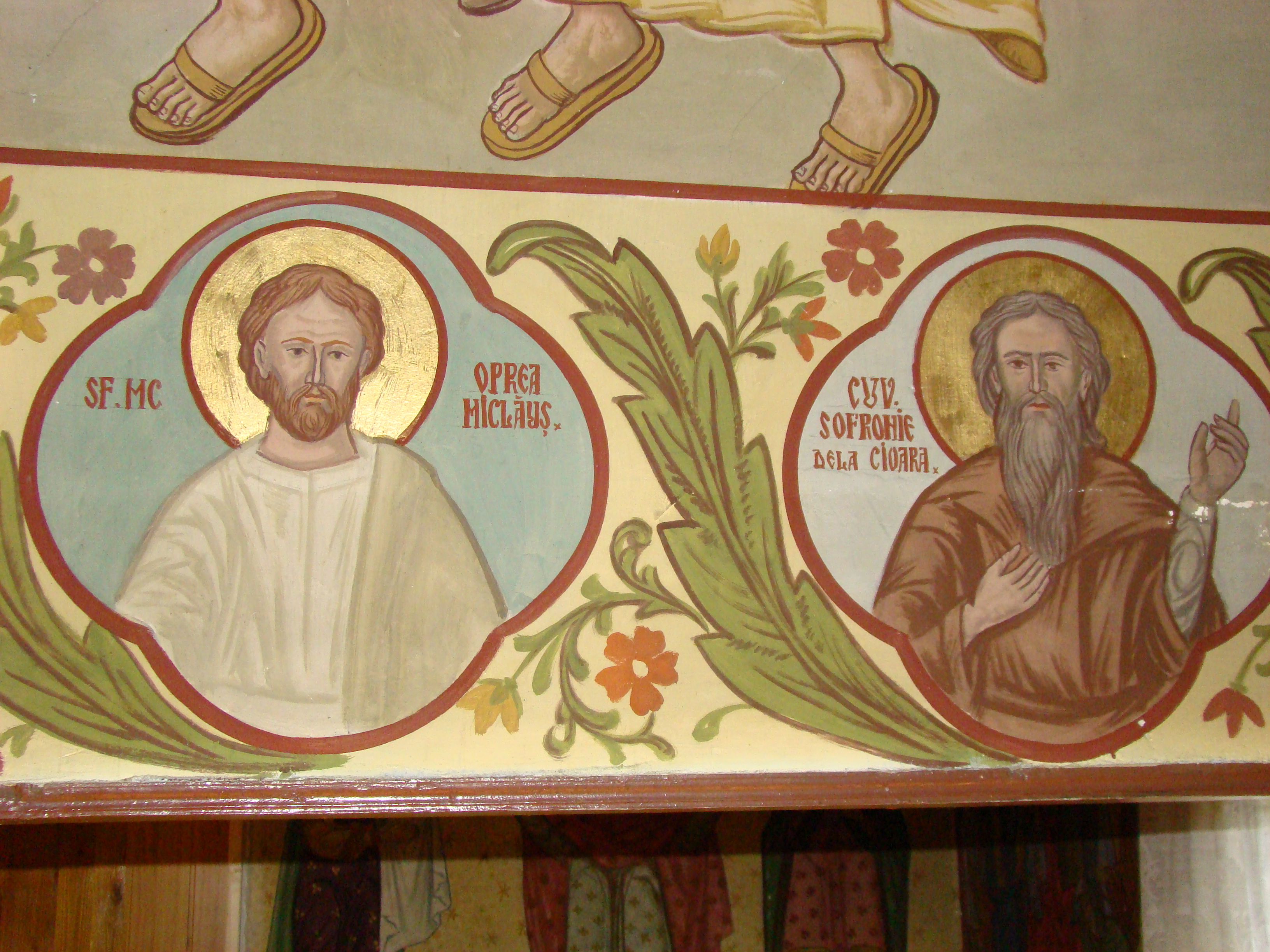
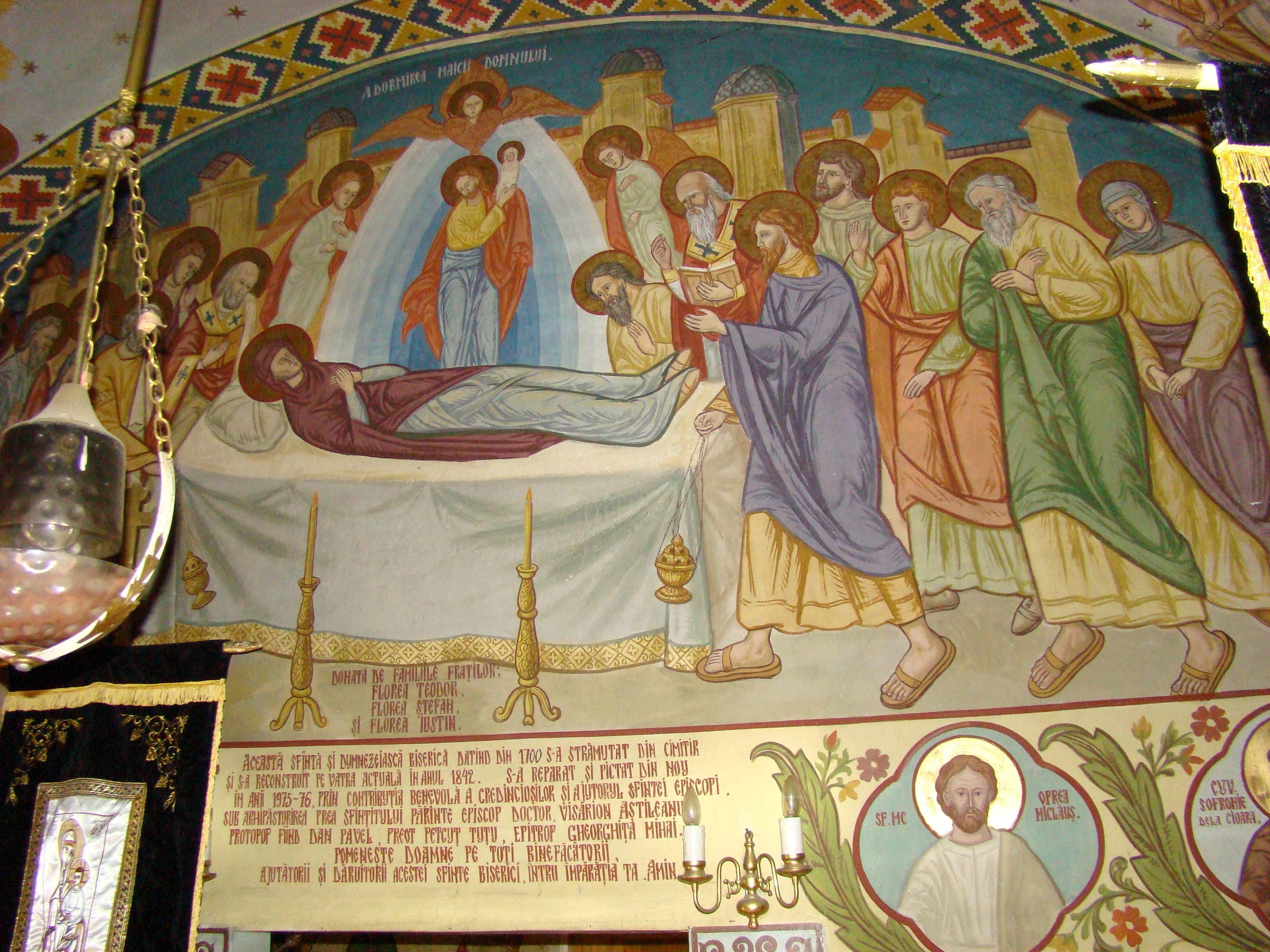
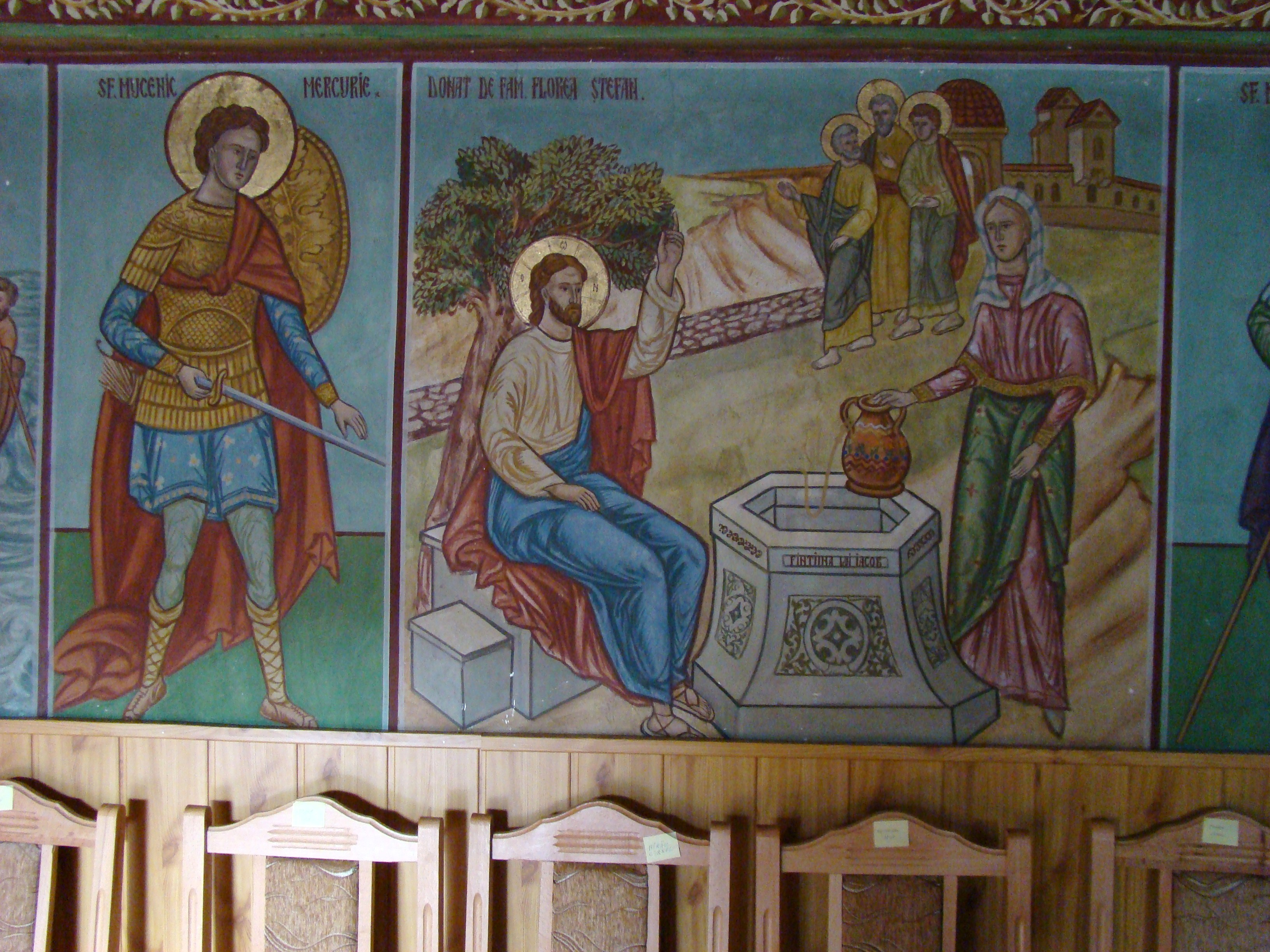
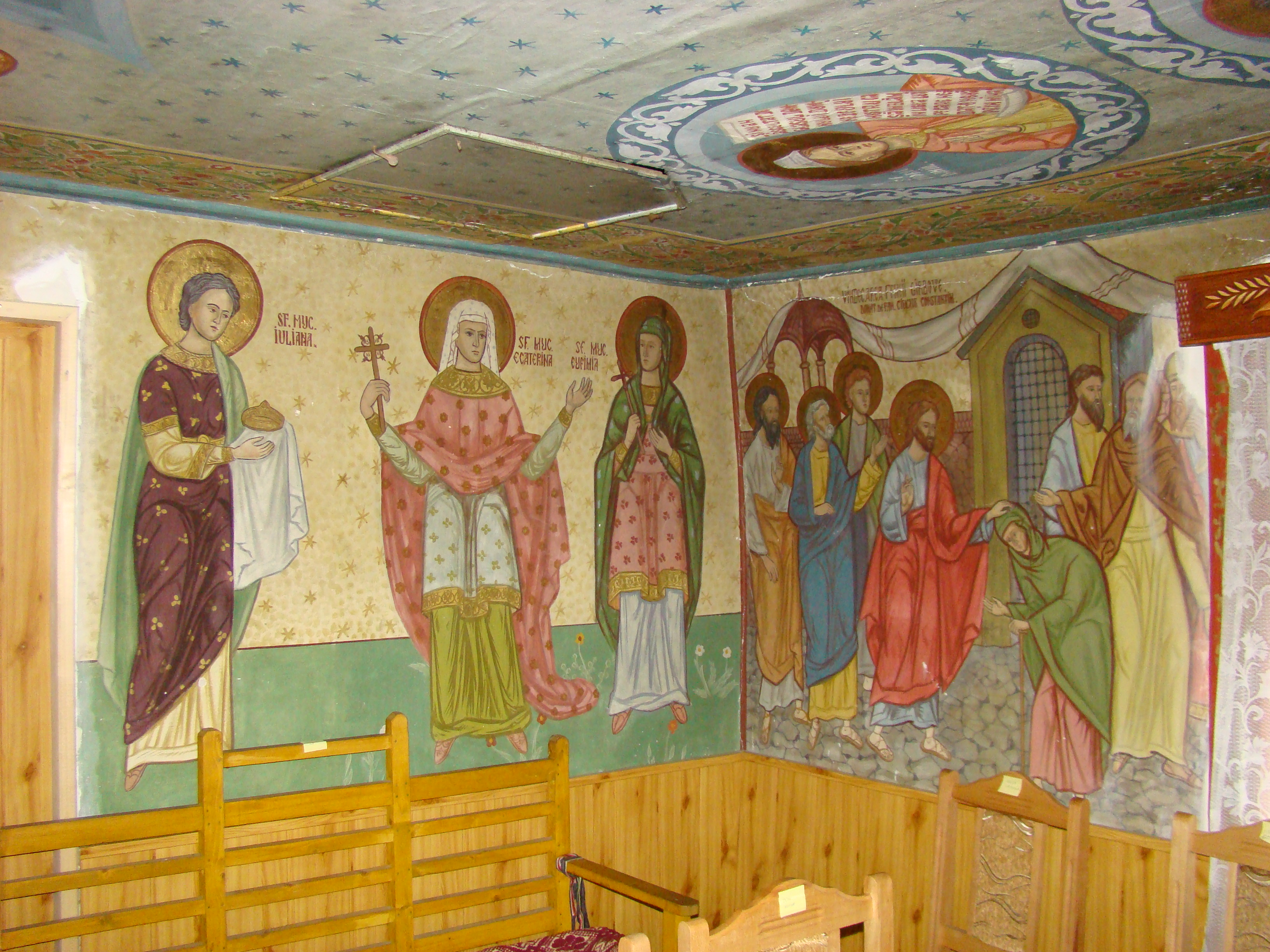
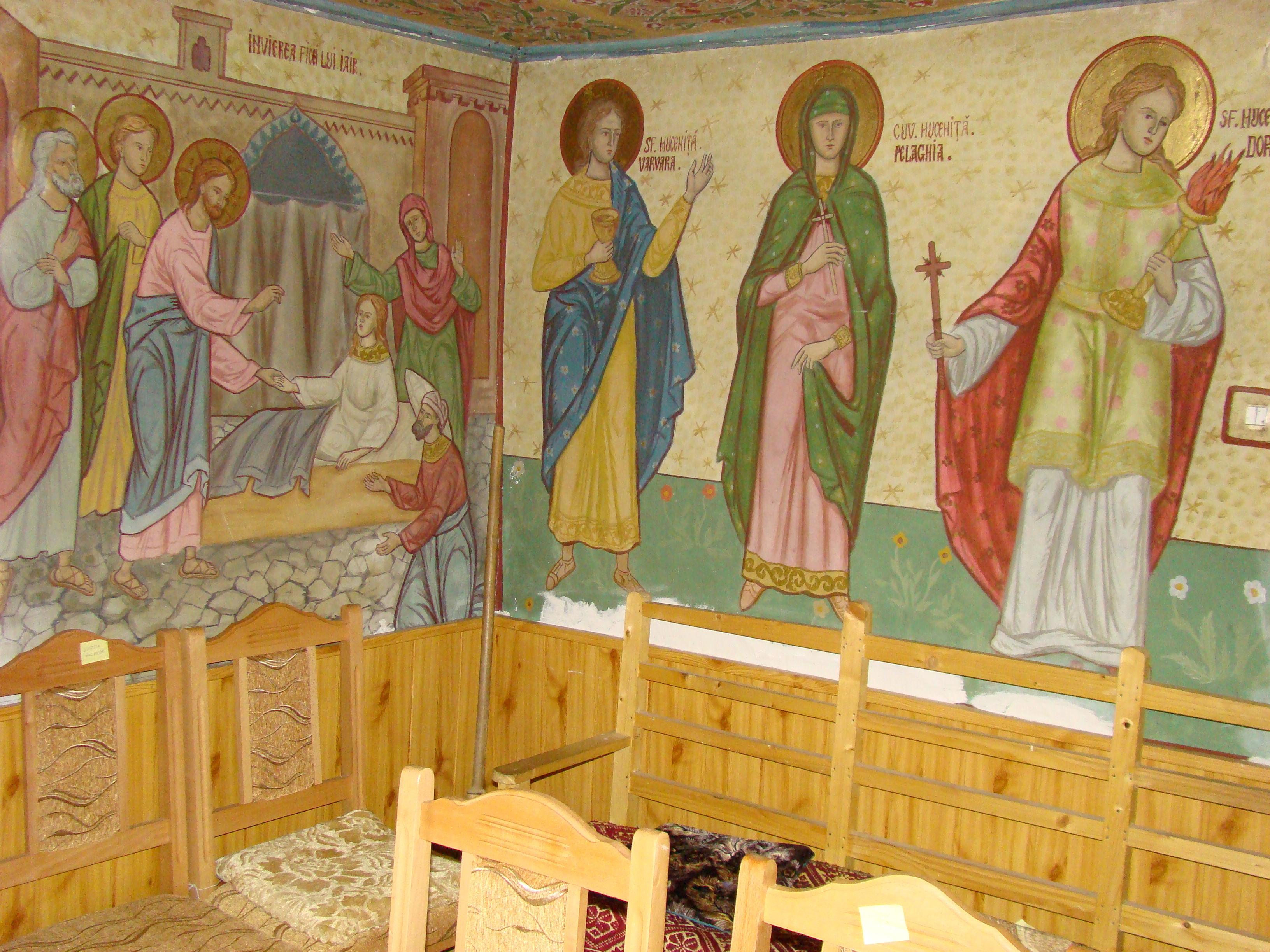
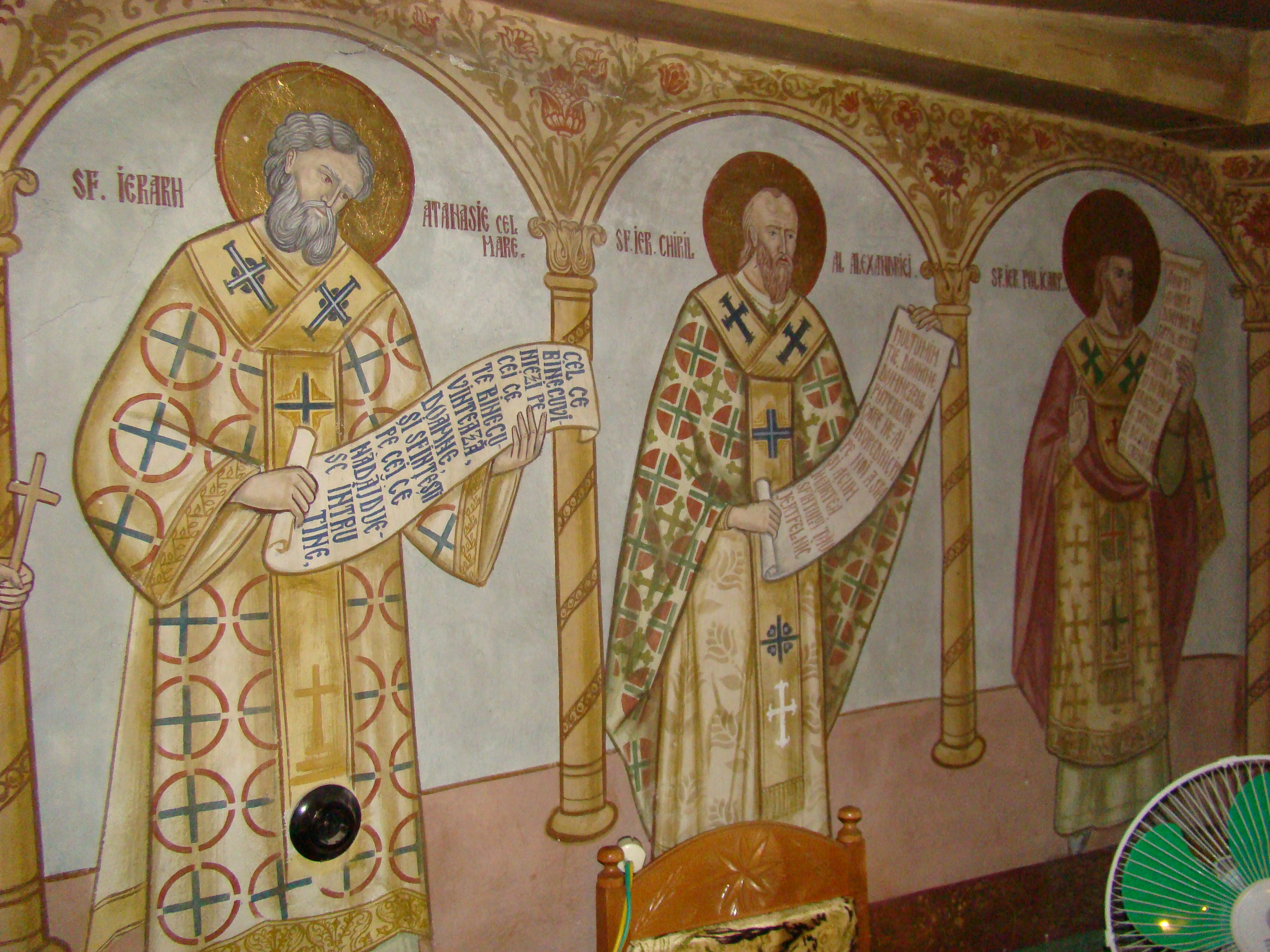
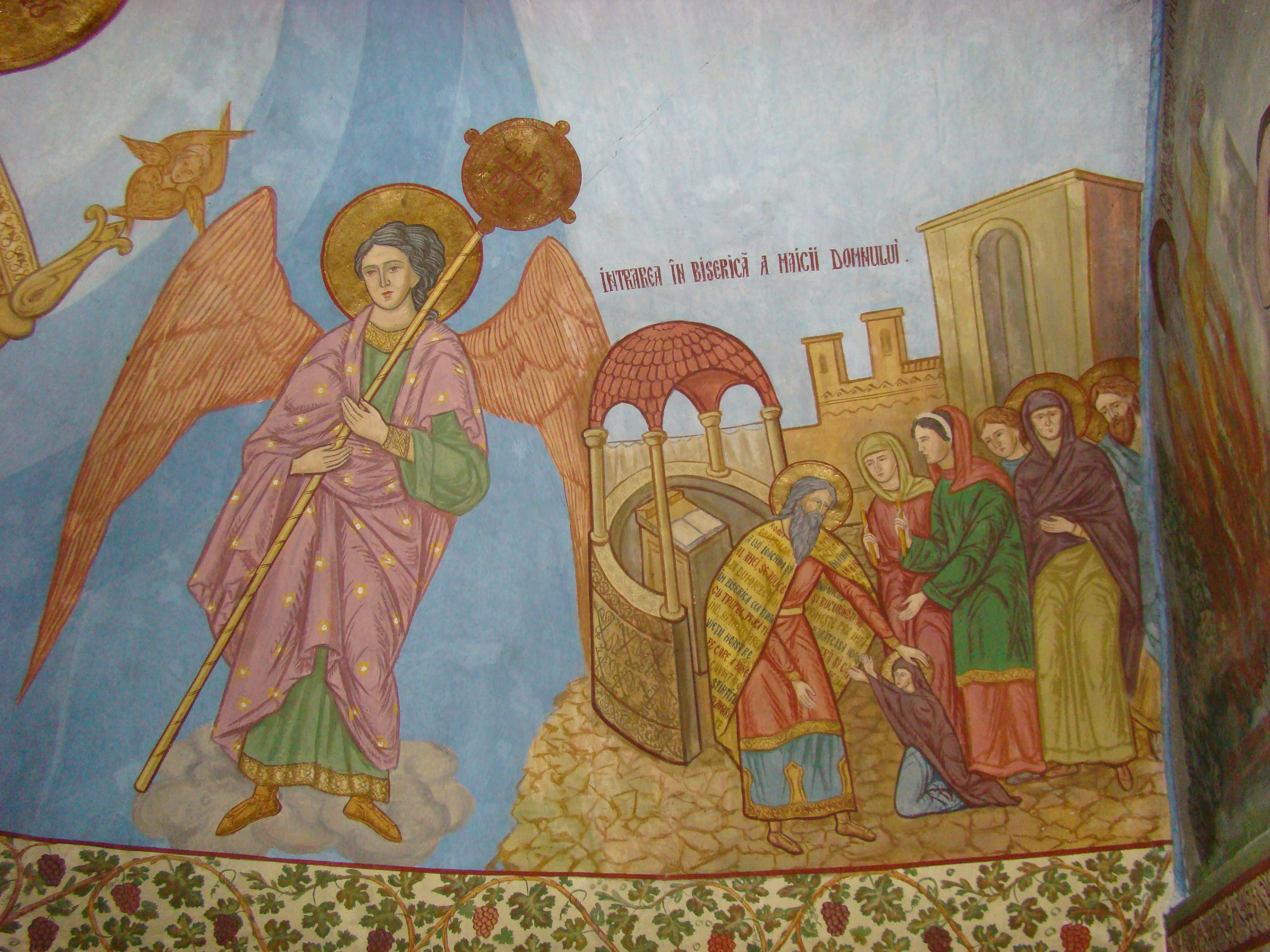
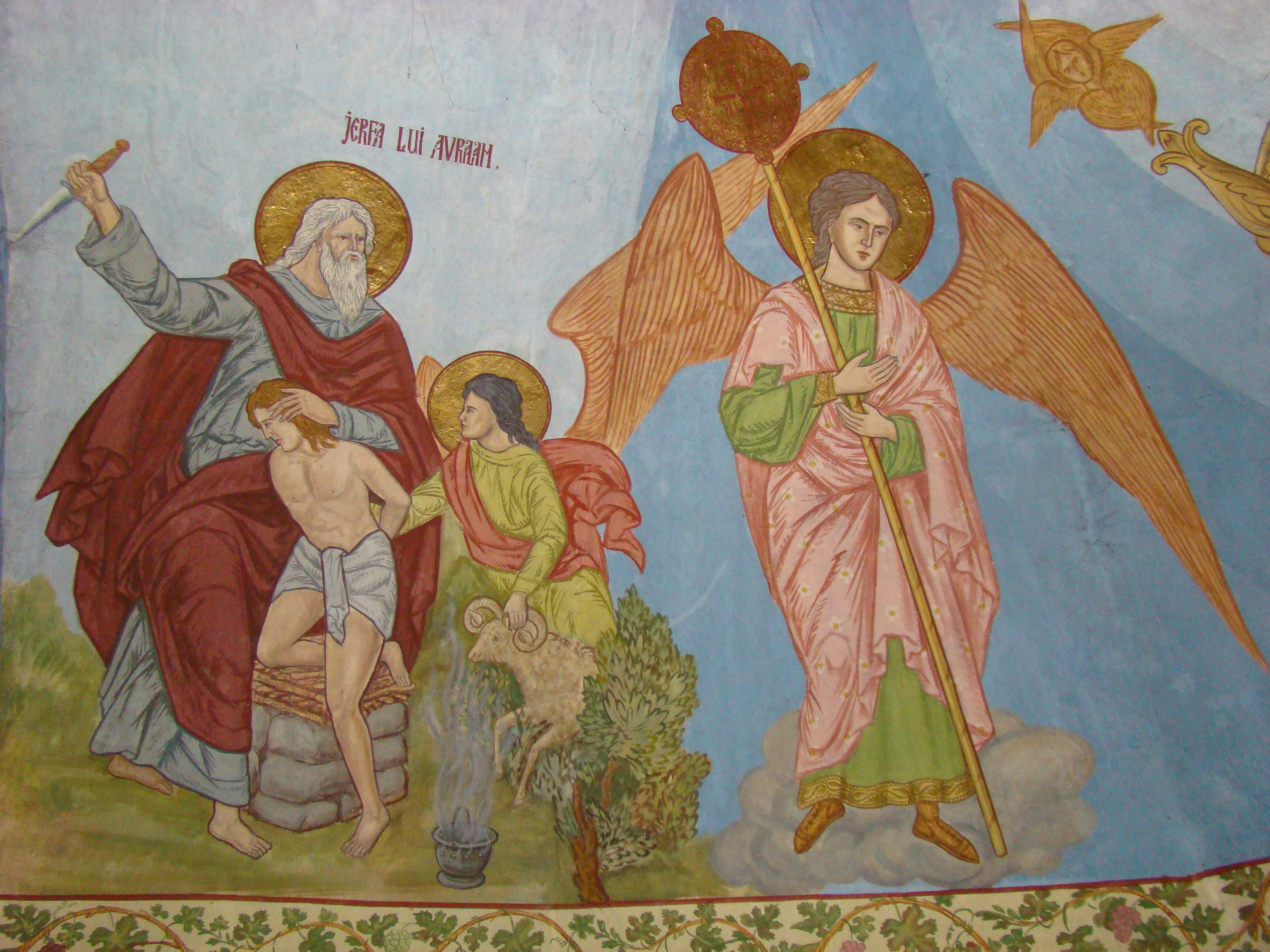
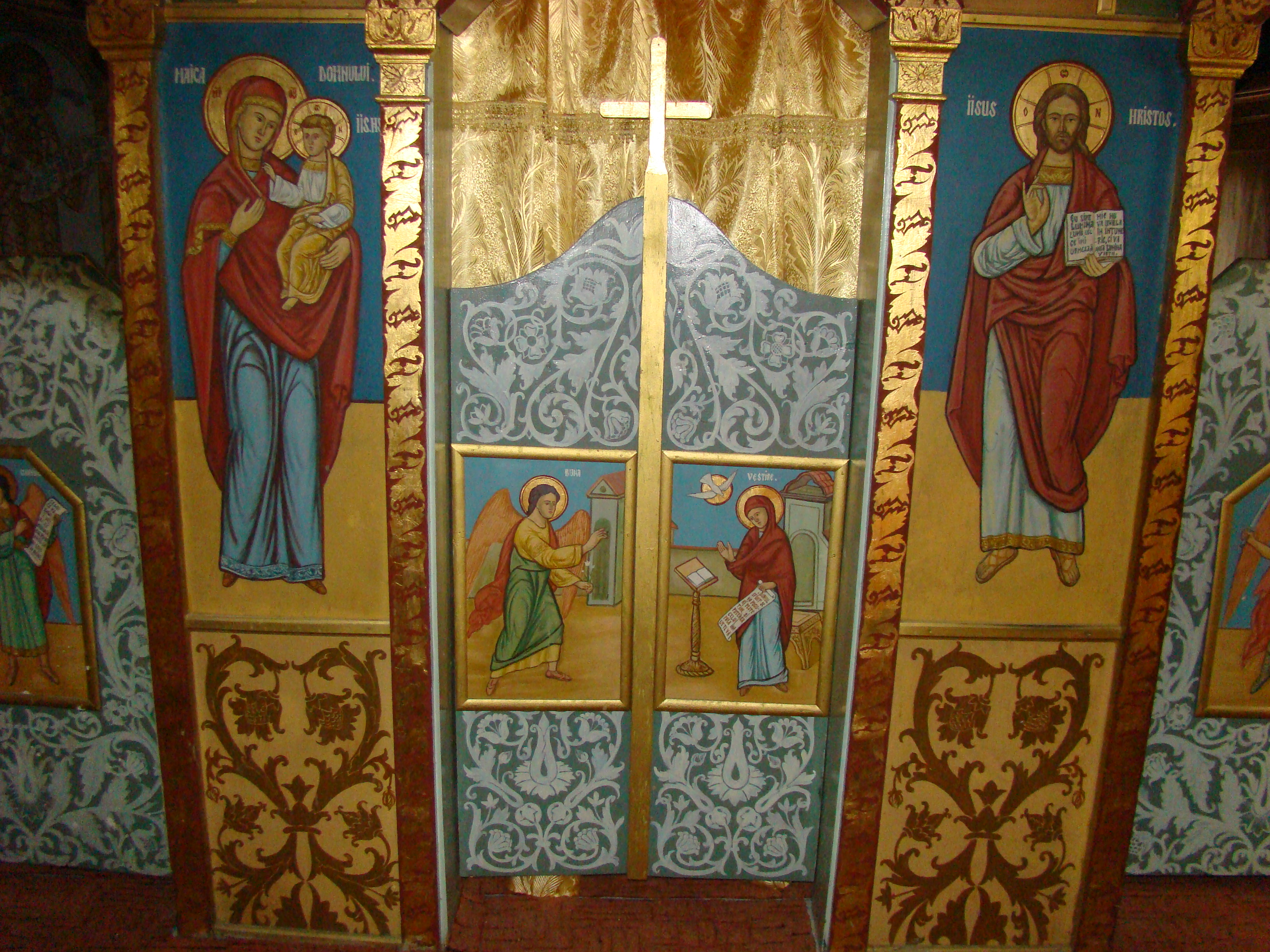
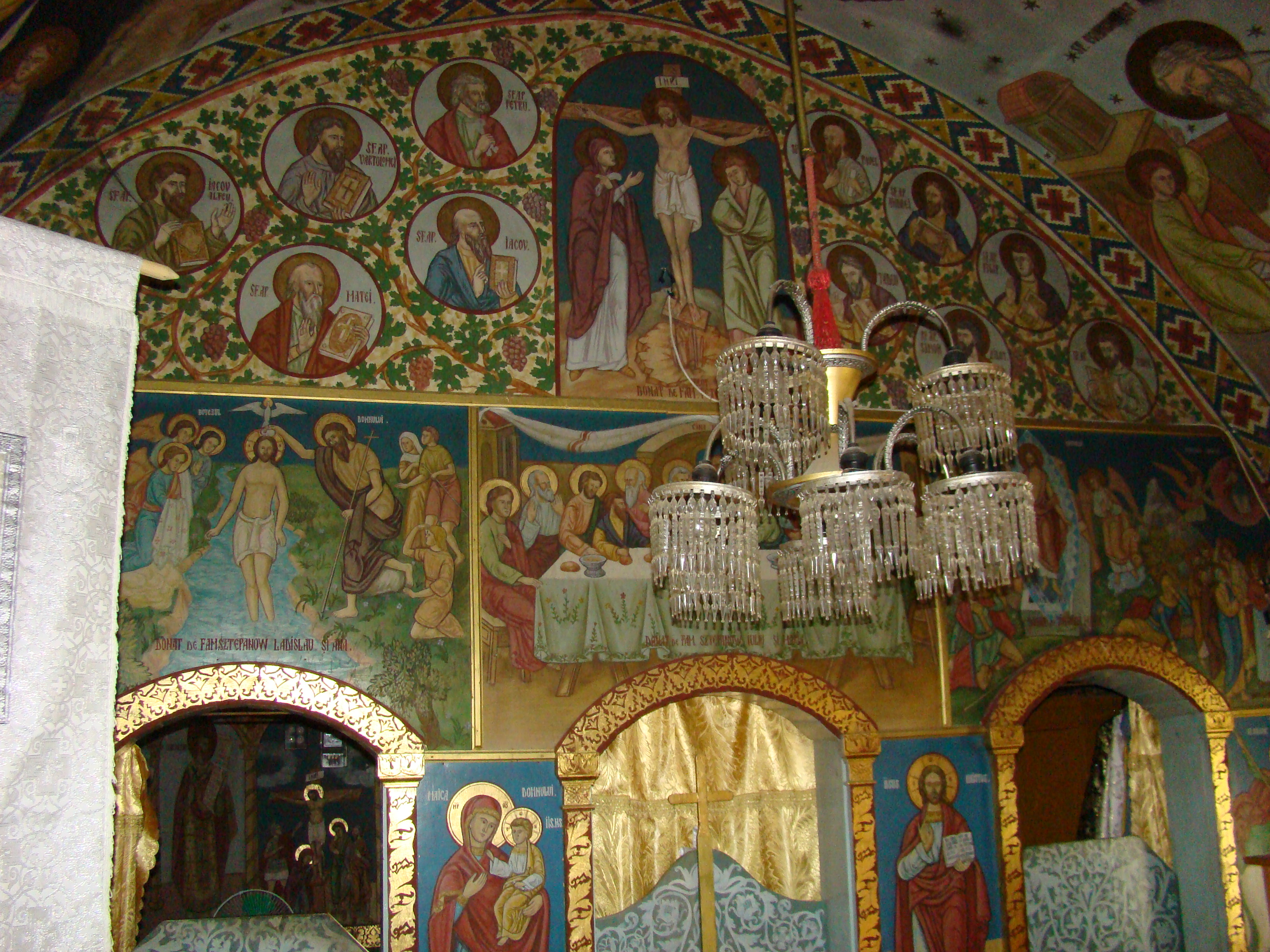
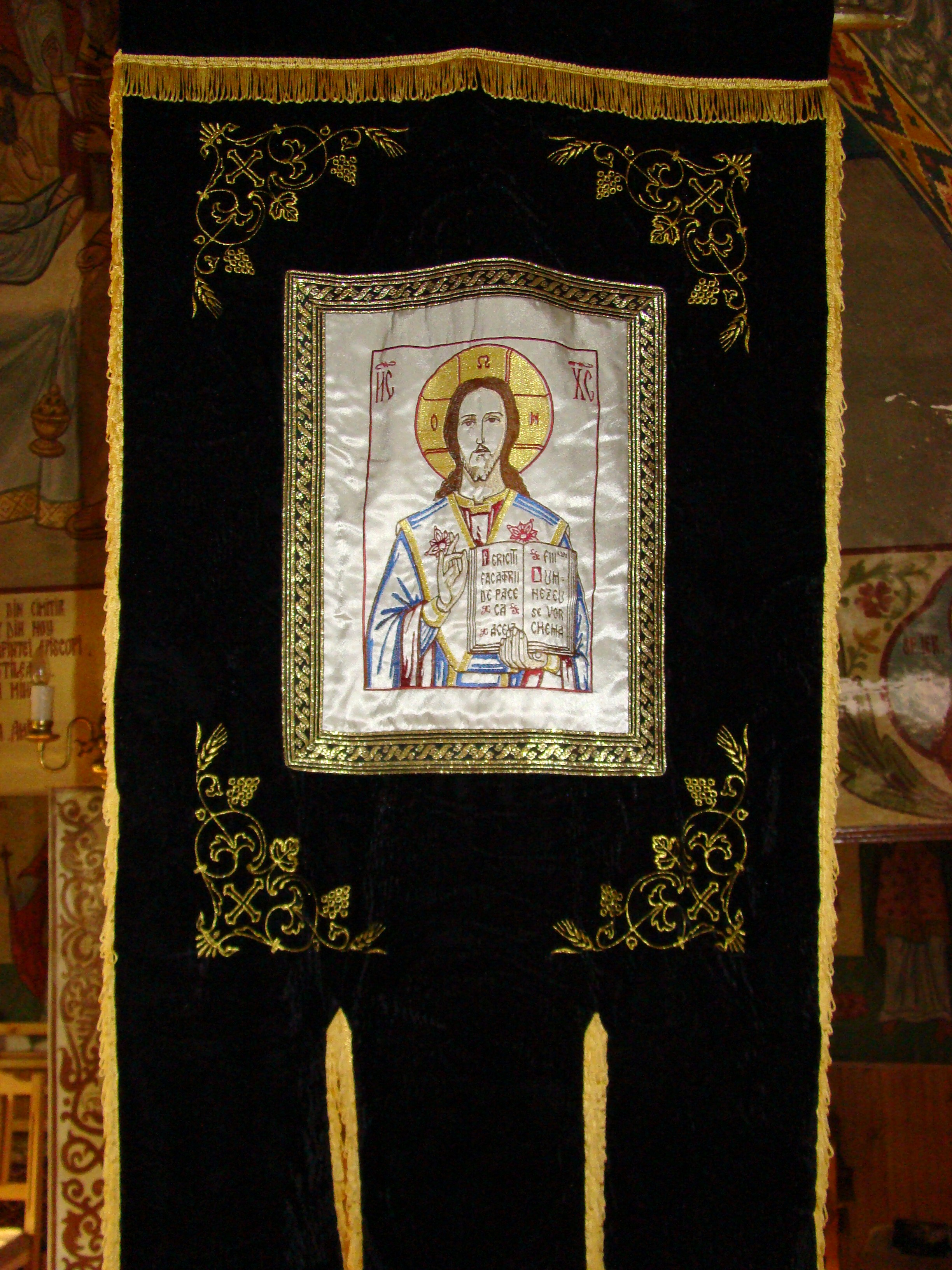
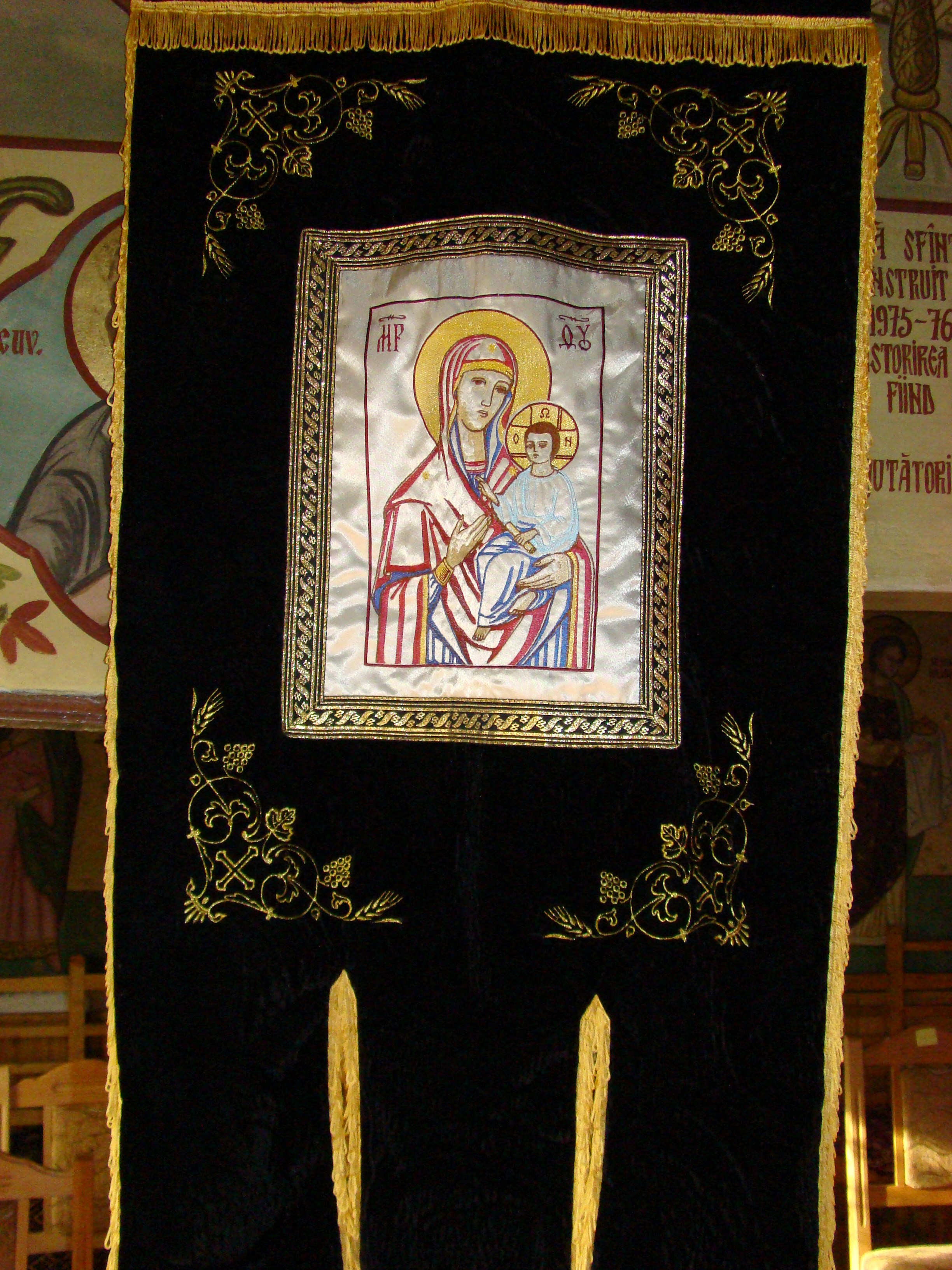
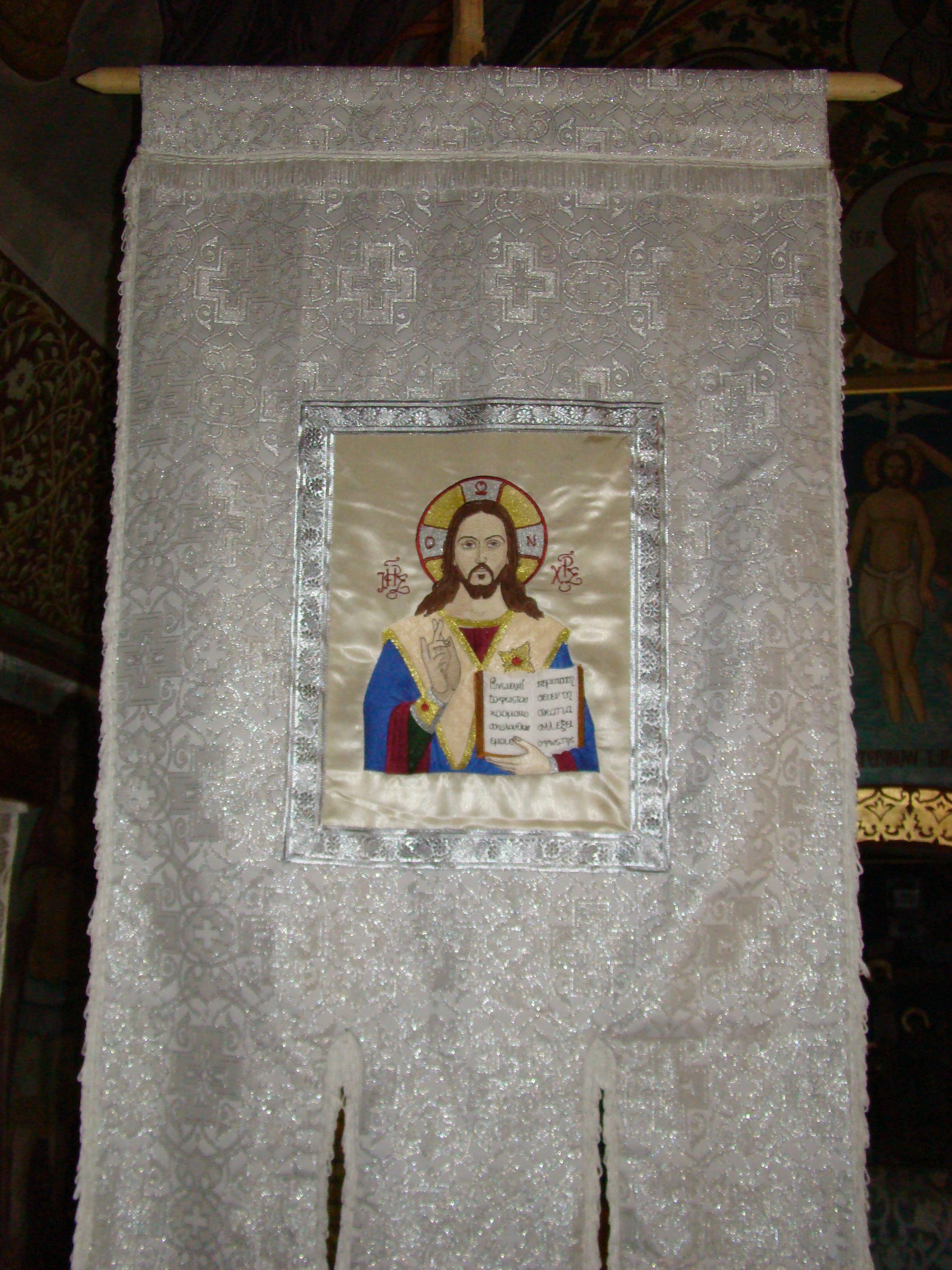
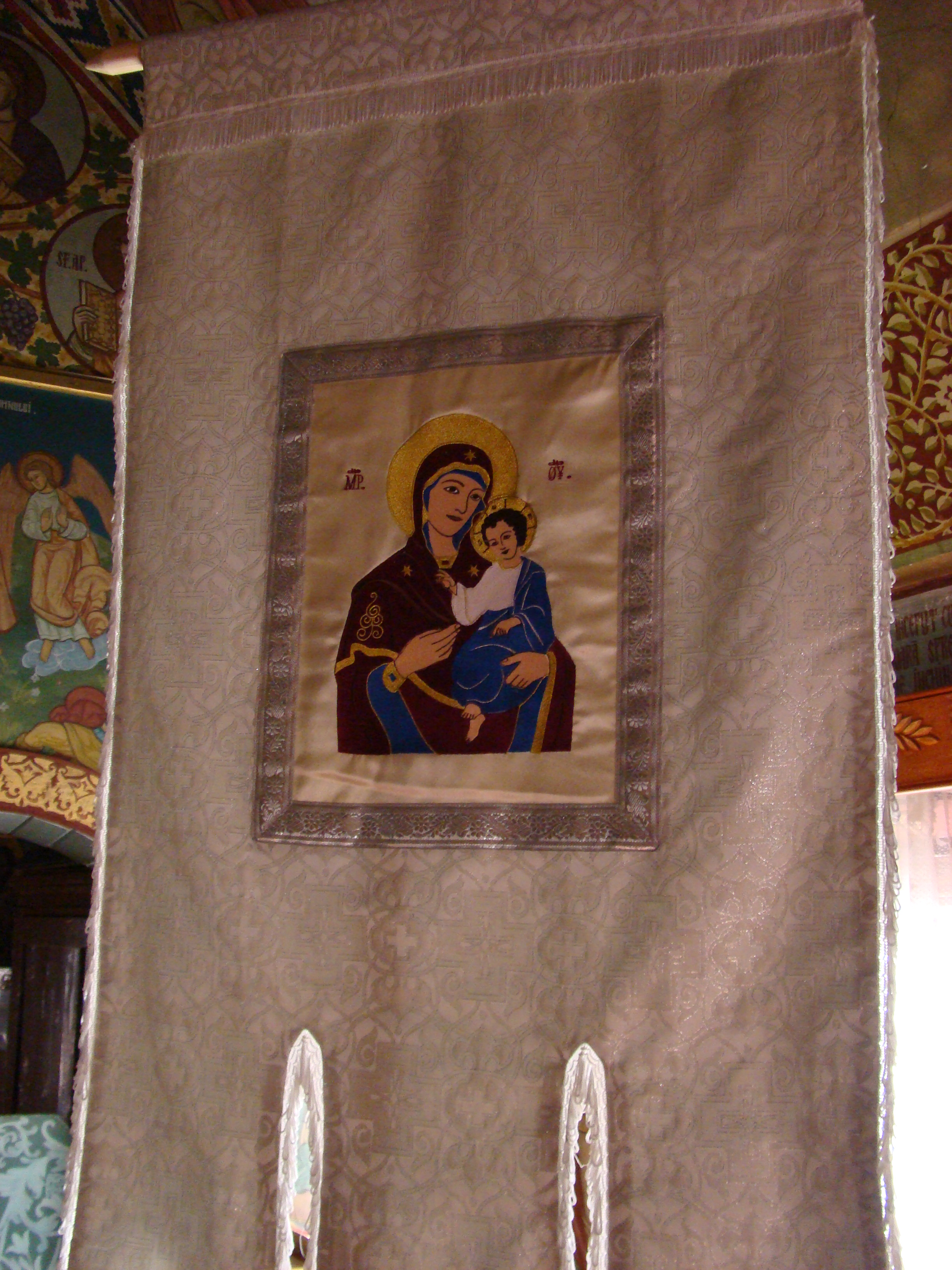

## Imagini din exterior

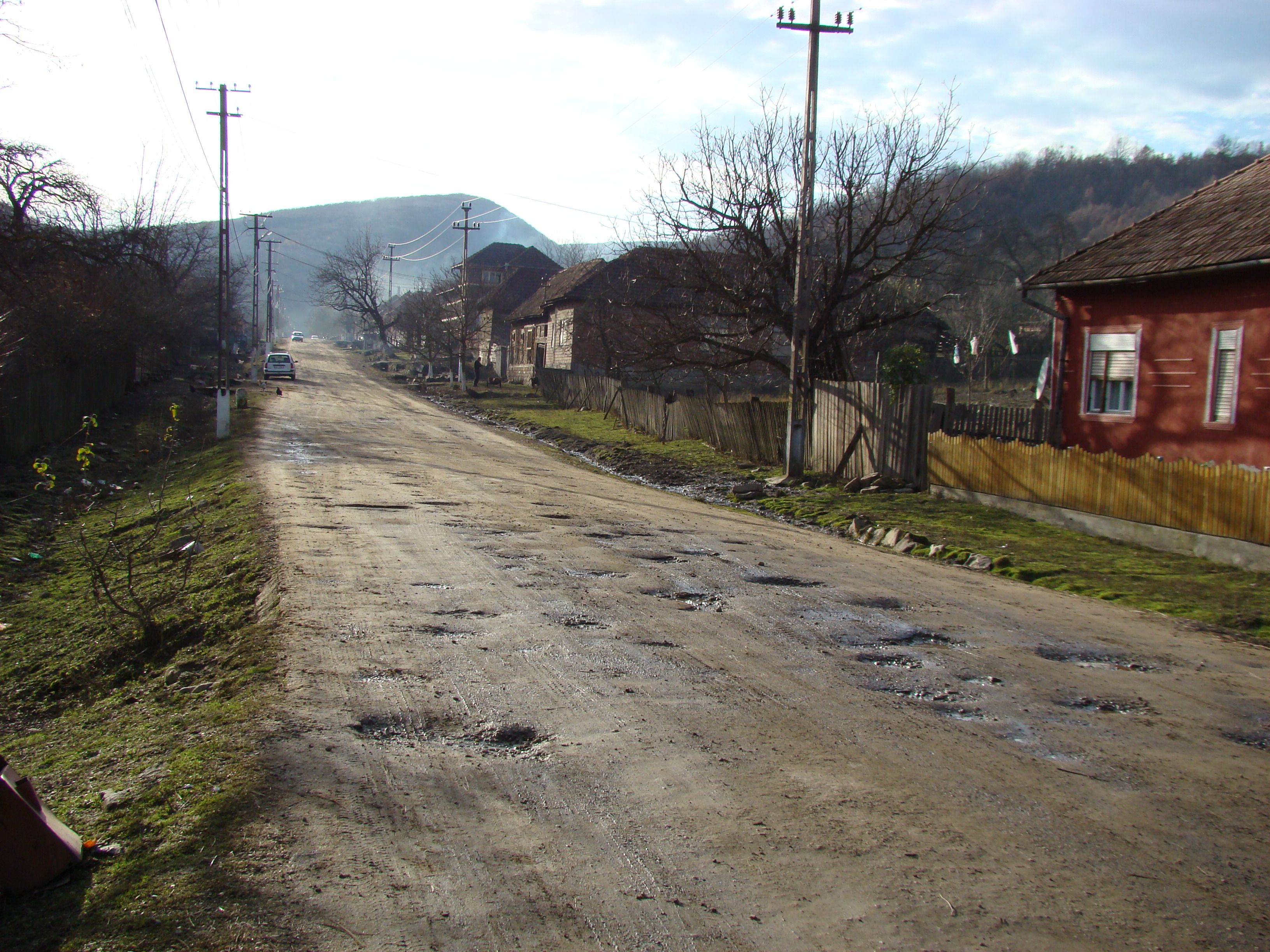
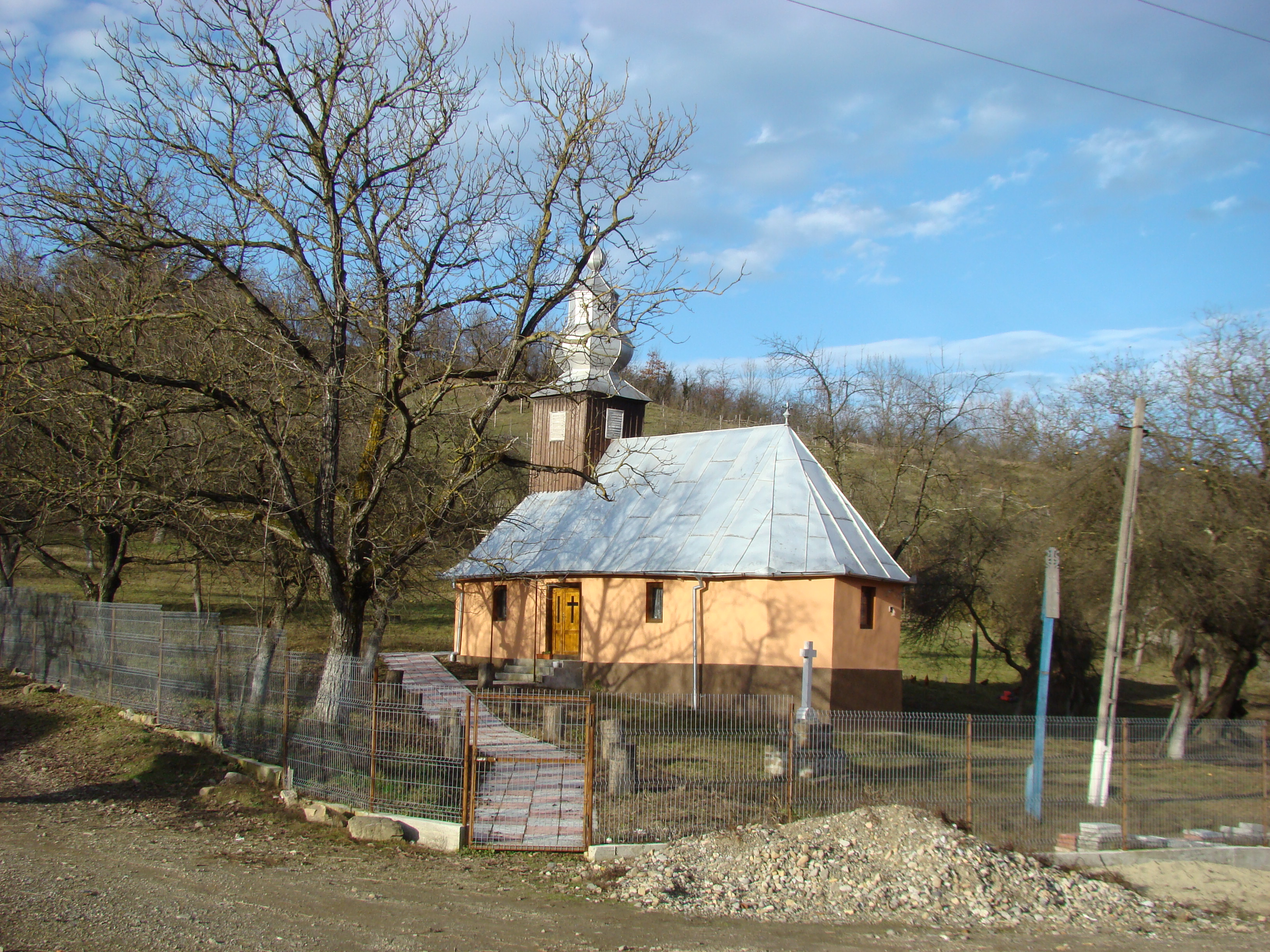
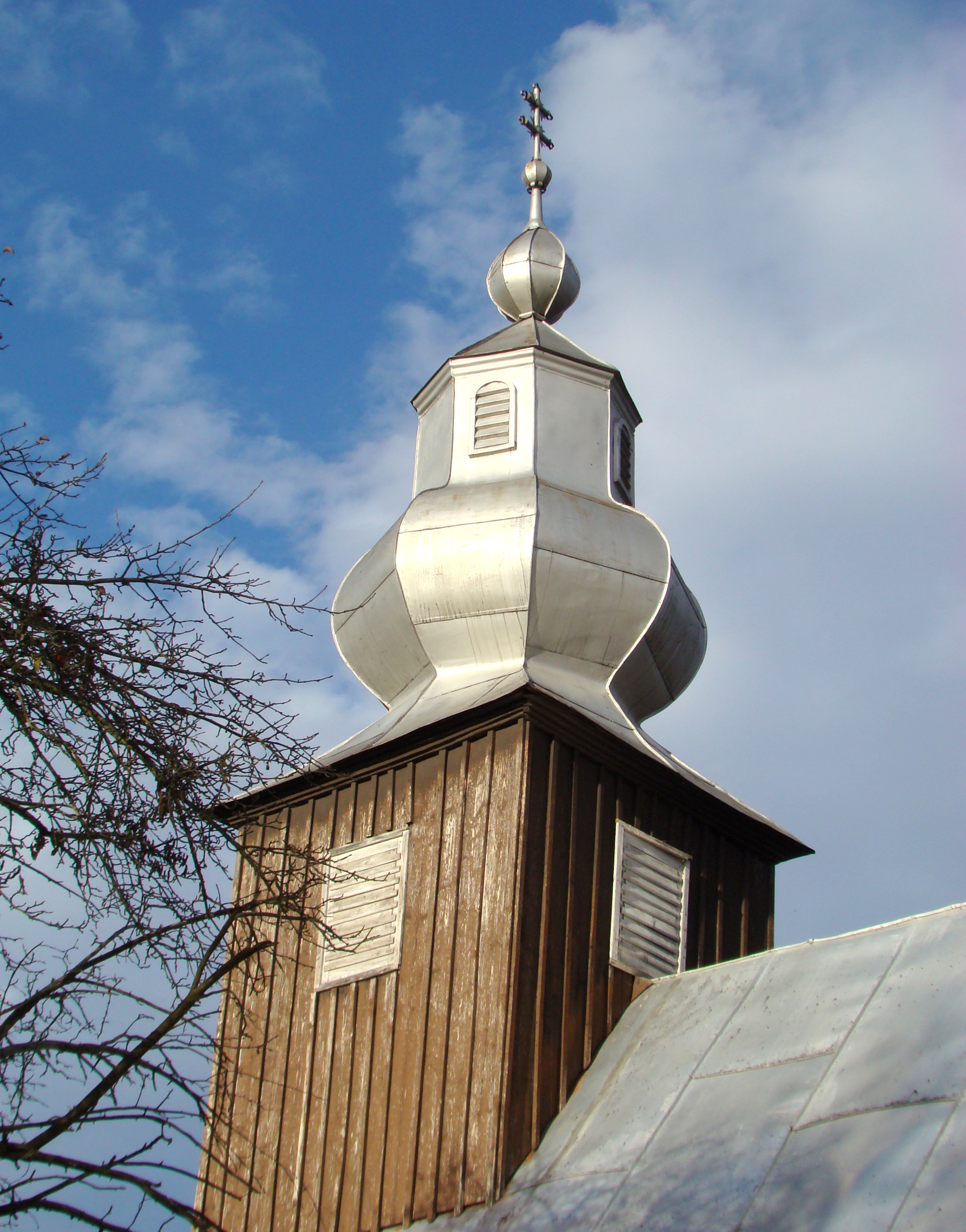
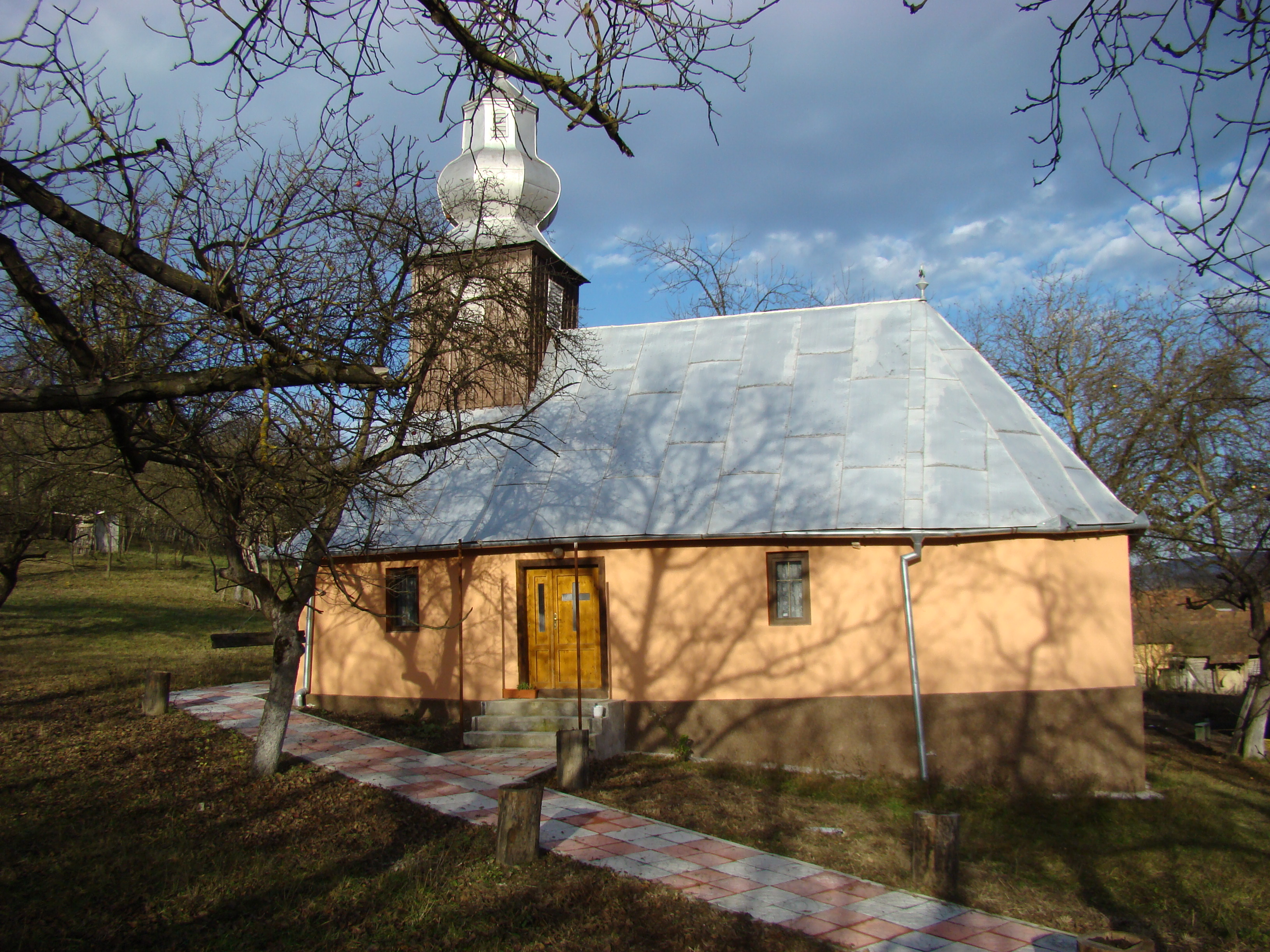
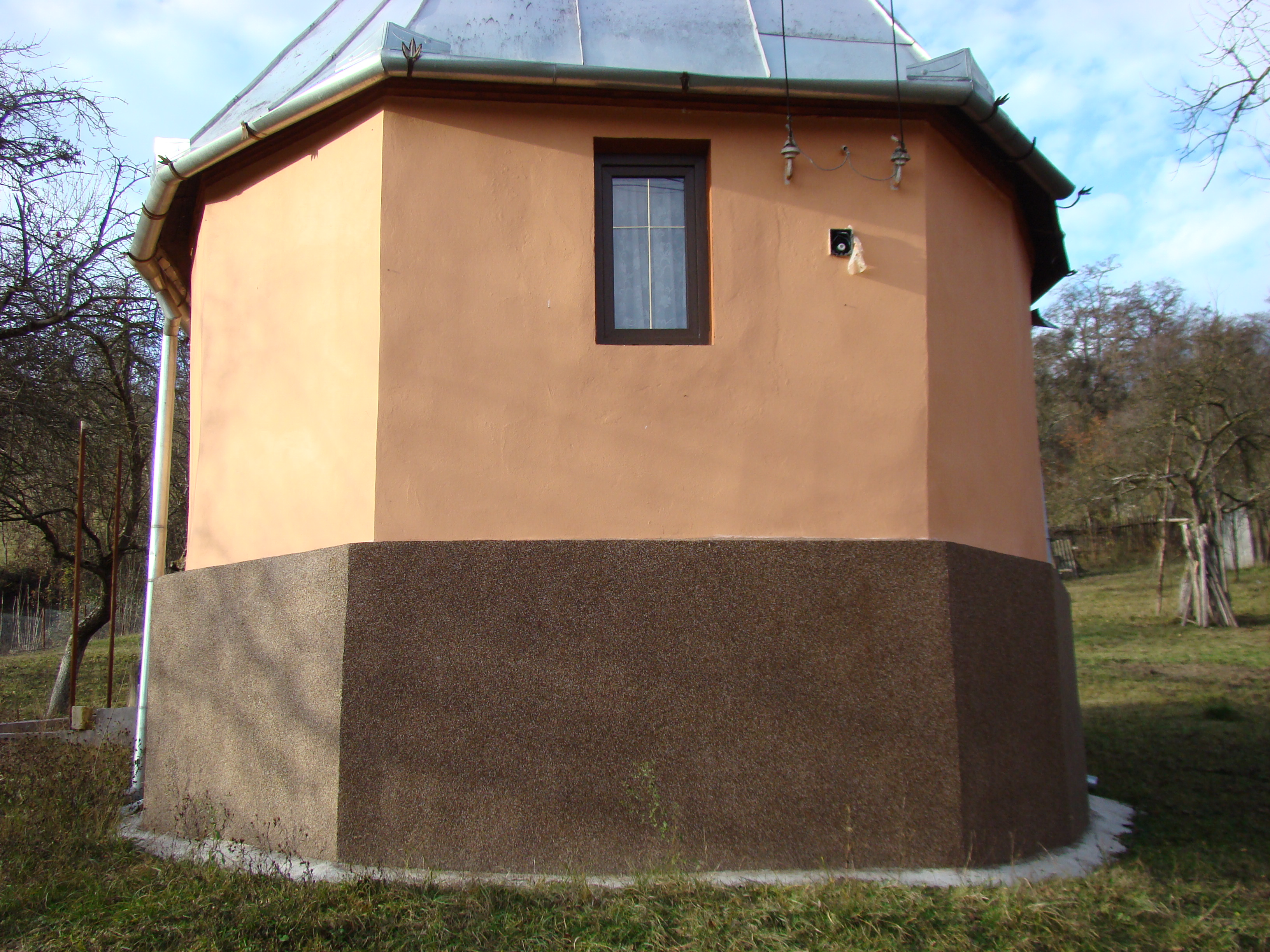
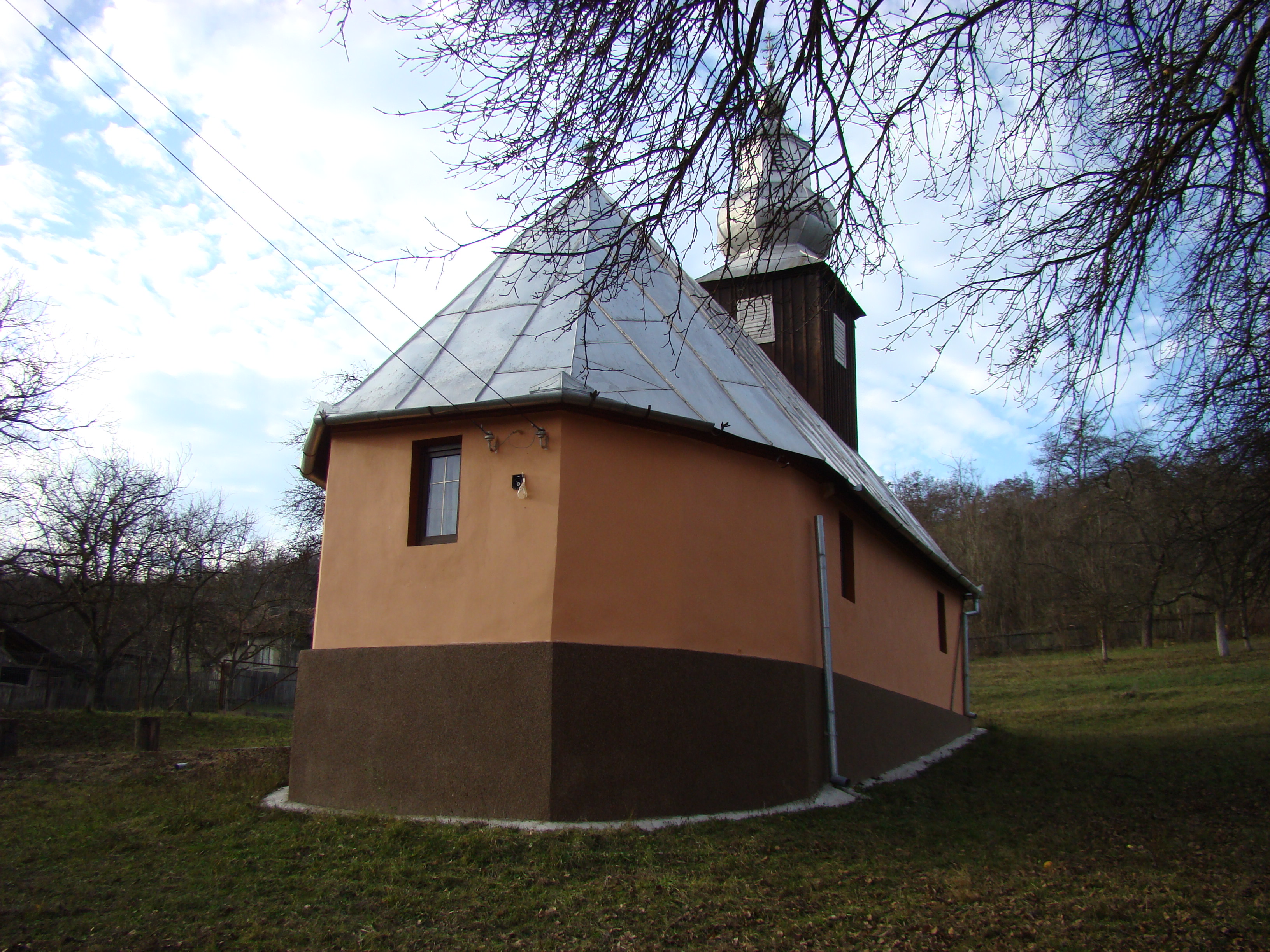
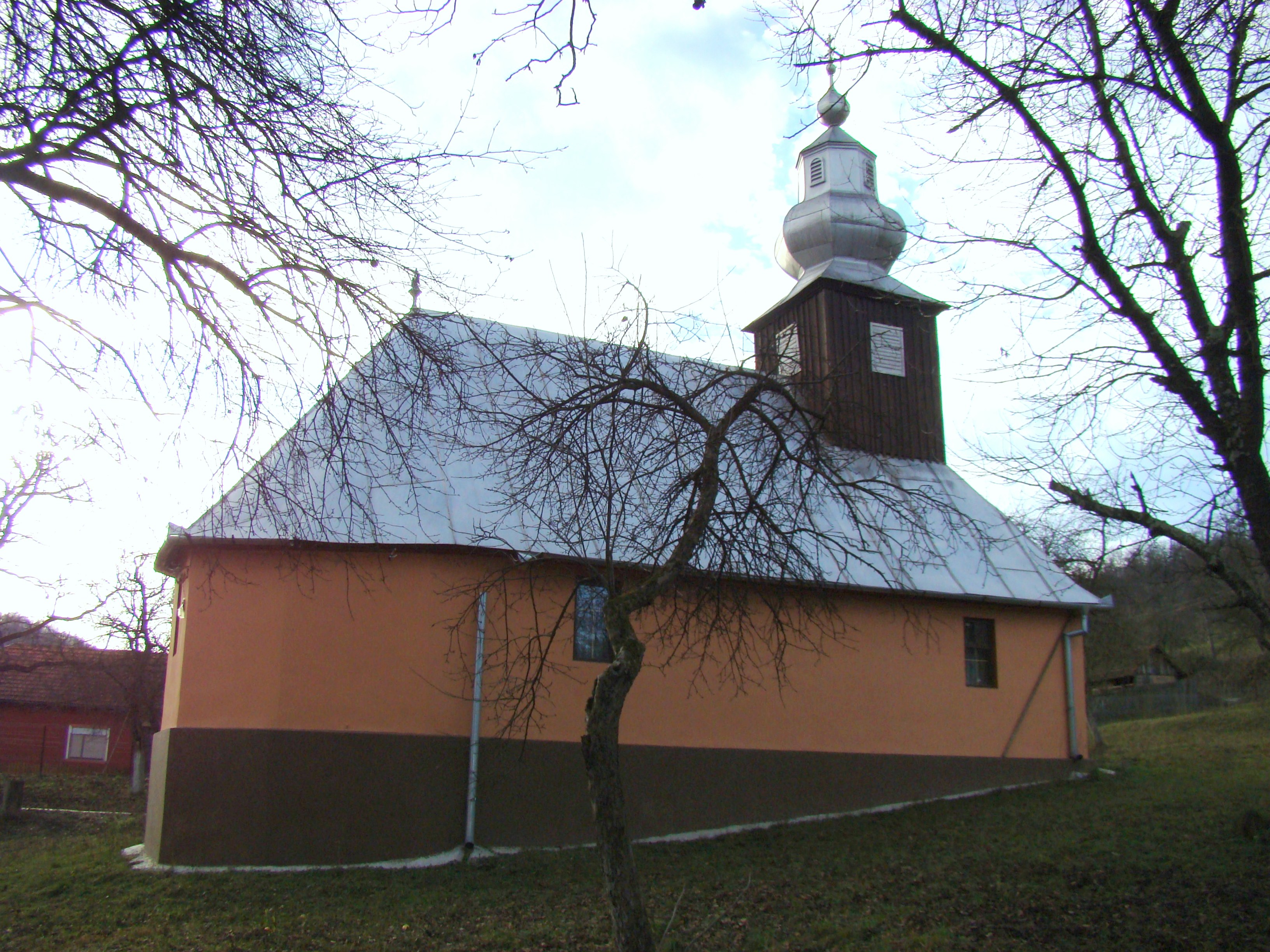
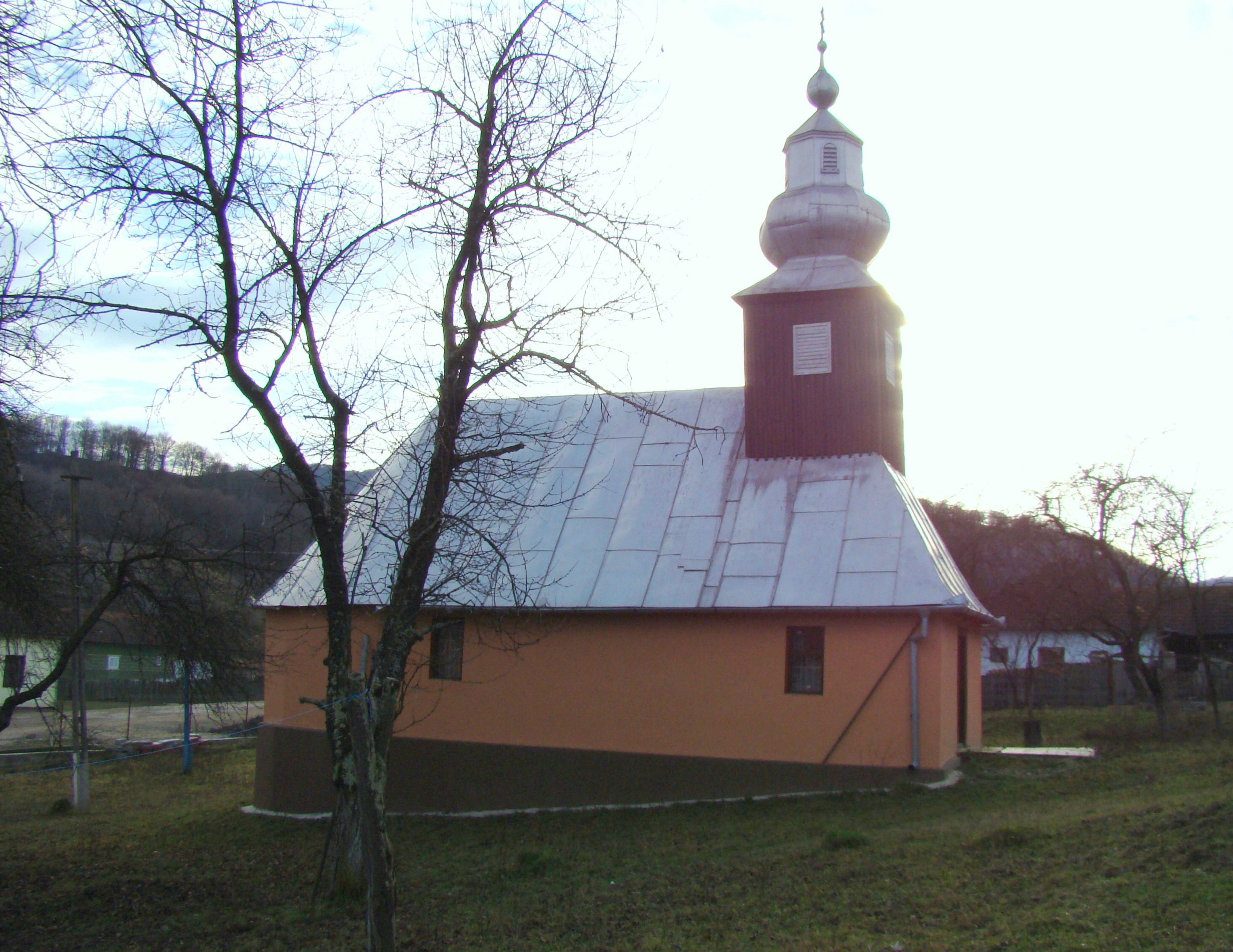
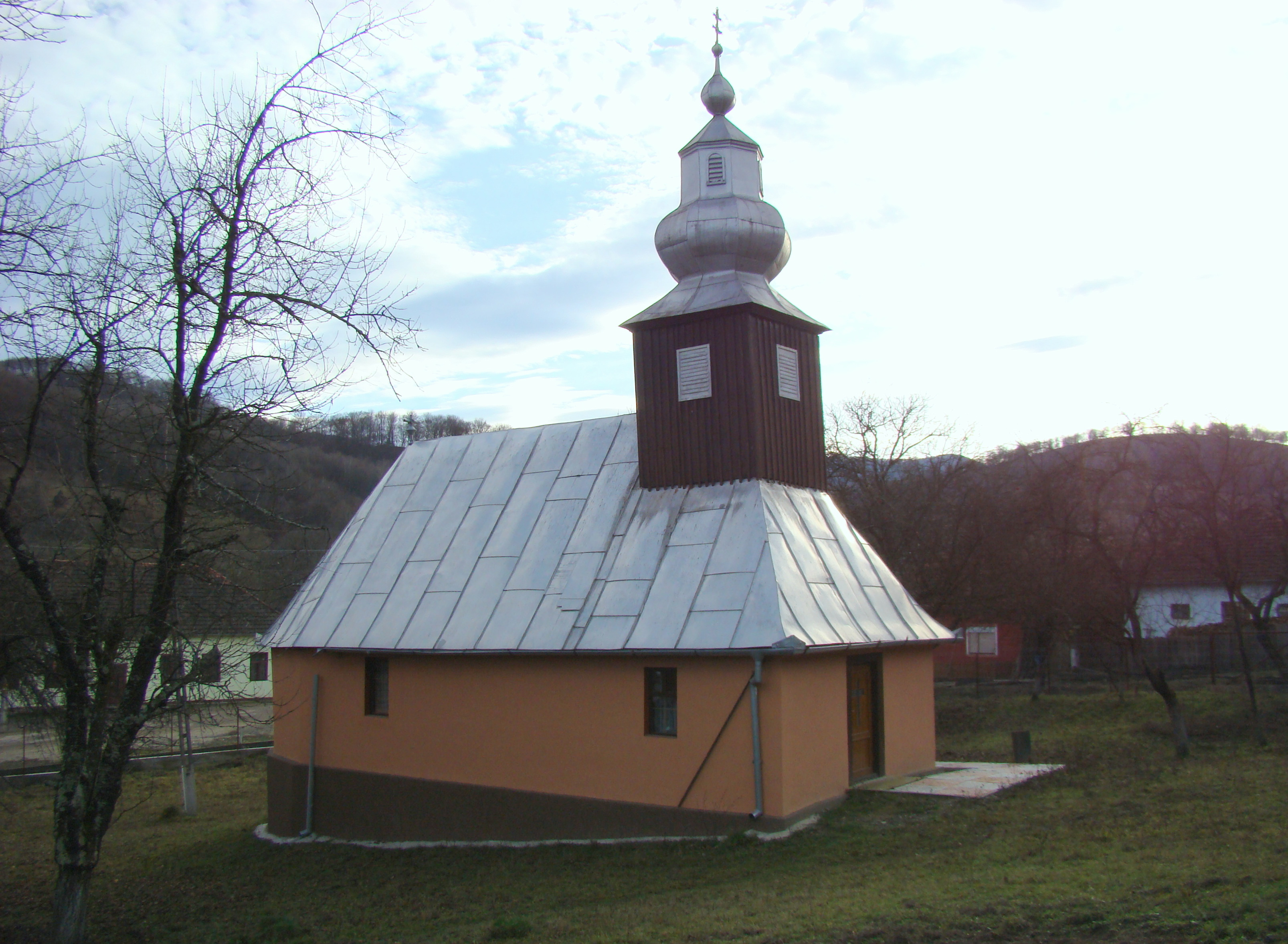
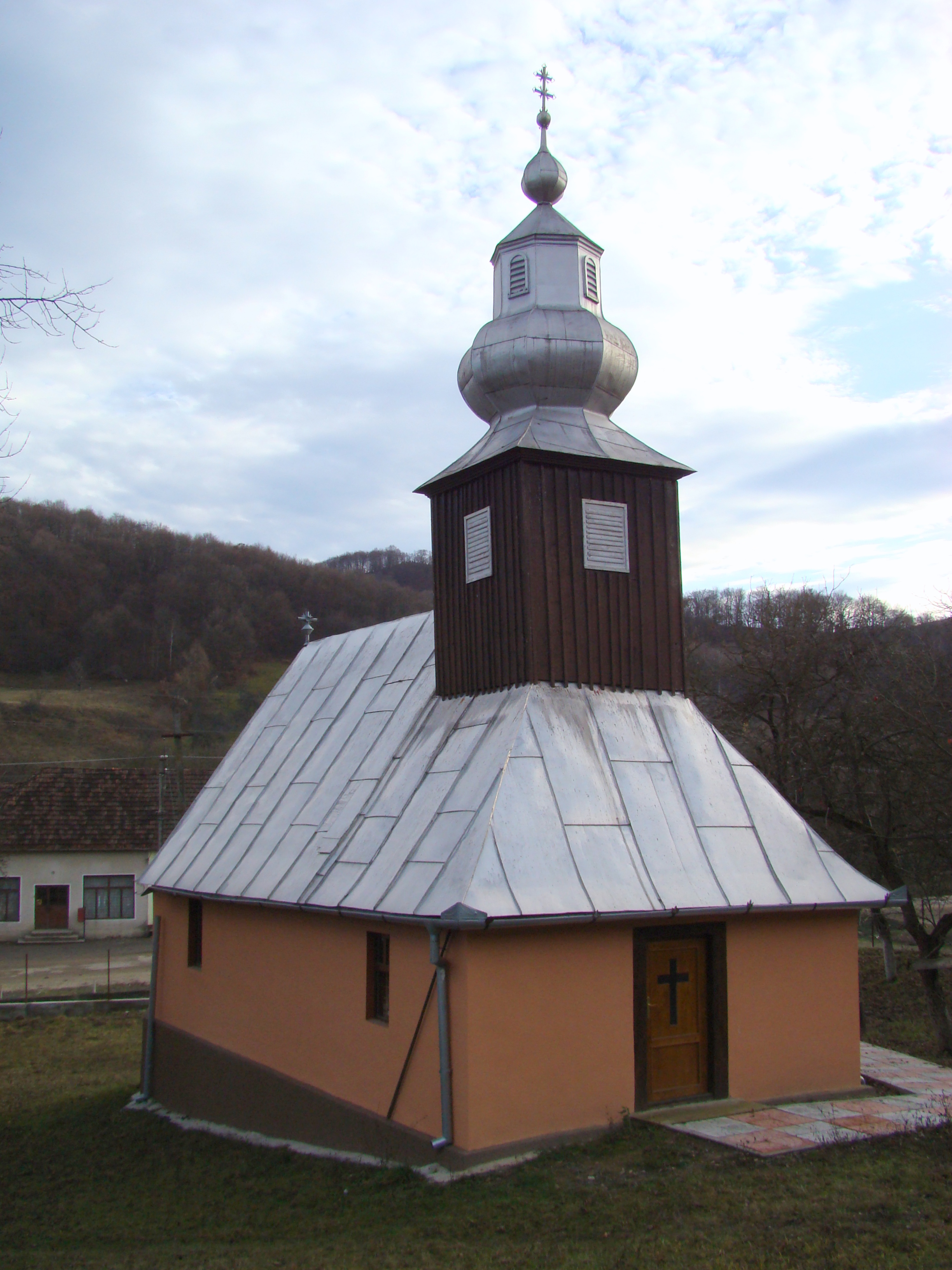
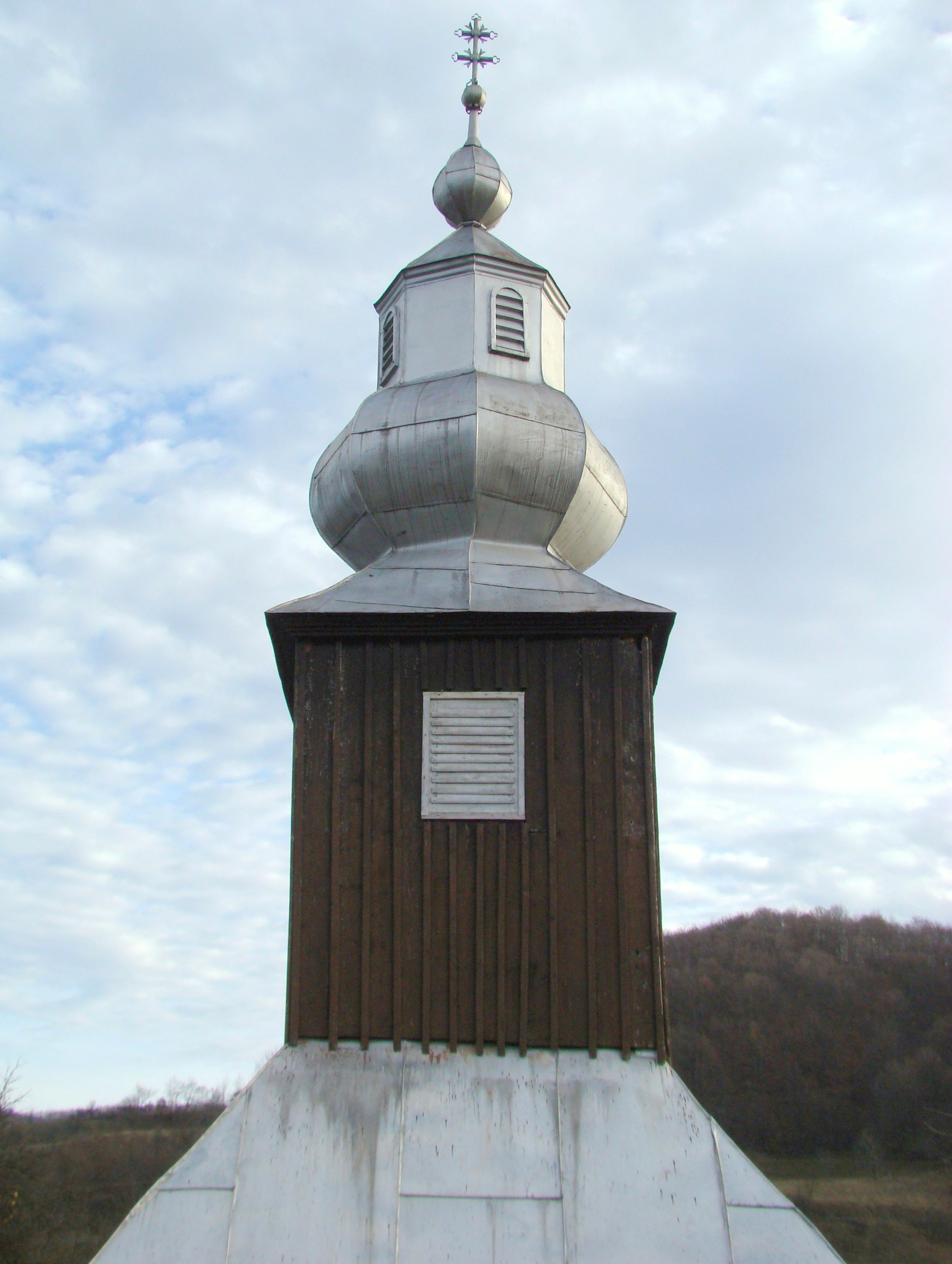